# Psittacosaurus
Psittacosaurus este un gen de dinozaur ceratopsian. Nu era un dinozaur mare, având maxim 2 m lungime. Deși era un ceratposian, nu avea coarne. Numele lui se poate traduce prin „șopârla papagal”. Ciocul lui ascundea treizeci și cinci de coloane de dinți, așezați unul peste celălalt.

## Specii

### Specii valide de Psittacosaurus
- P. mongoliensis[2] — Mongolia, până la nordul Chinei
- P. sinensis[3] — nord-estul Chinei
- P. meileyingensis[4] — nord-centrul Chinei
- P. xinjiangensis[5] — nord-estul Chinei
- P. neimongoliensis[6] — nord-centrul Chinei
- P. ordosensis[6] — nord-centrul Chinei
- P. mazongshanensis[7] — nord-estul Chinei
- P. sibiricus[8] — Rusia (la sud de Siberia)
- P. lujiatunensis[9] — nord-estul Chinei
- P. major[10] — nord-estul Chinei
- P. gobiensis — Mongolia interioară
- P. houi —  nord-estul Chinei

### Specii probabile de Psittacosaurus
- P. sattayaraki[11][12] — Thailanda

## Filogenie
|  | P. sibiricus |
|  |              |
|  | P. sinensis  |
|  |              |

|  | P. neimongolensis |
|  | |
|  | P. ordosensis |
|  | |
|  | \| \| Psittacosaurus \| \| \| \| \| \| P. mazongshanensis \| \| \| \| \| \| P. meileyingensis \| \| \| \| \| \| P. mongoliensis \| \| \| \| \| \| P. xinjiangensis \| \| \| \| |
|  | |
|  | Psittacosaurus |
|  | |
|  | P. mazongshanensis |
|  | |
|  | P. meileyingensis |
|  | |
|  | P. mongoliensis |
|  | |
|  | P. xinjiangensis |
|  | |

|  | Psittacosaurus     |
|  |                    |
|  | P. mazongshanensis |
|  |                    |
|  | P. meileyingensis  |
|  |                    |
|  | P. mongoliensis    |
|  |                    |
|  | P. xinjiangensis   |
|  |                    |

|  | P. sibiricus |
|  |              |
|  | P. sinensis  |
|  |              |

|  | P. neimongolensis |
|  | |
|  | P. ordosensis |
|  | |
|  | \| \| Psittacosaurus \| \| \| \| \| \| P. mazongshanensis \| \| \| \| \| \| P. meileyingensis \| \| \| \| \| \| P. mongoliensis \| \| \| \| \| \| P. xinjiangensis \| \| \| \| |
|  | |
|  | Psittacosaurus |
|  | |
|  | P. mazongshanensis |
|  | |
|  | P. meileyingensis |
|  | |
|  | P. mongoliensis |
|  | |
|  | P. xinjiangensis |
|  | |

|  | Psittacosaurus     |
|  |                    |
|  | P. mazongshanensis |
|  |                    |
|  | P. meileyingensis  |
|  |                    |
|  | P. mongoliensis    |
|  |                    |
|  | P. xinjiangensis   |
|  |                    |

## Clasificare
|  | Xuanhuaceratops |
|  |                 |
|  | Chaoyangsaurus  |
|  |                 |

|  | P. sinensis     |
|  |                 |
|  | P. mongoliensis |
|  |                 |

|  | Auroraceratops |
|  |                |
|  | Yamaceratops   |
|  |                |

|  | Helioceratops   |
|  |                 |
|  | Archaeoceratops |
|  |                 |

|  | Koreaceratops                                                      |
|  |                                                                    |
|  | \| \| Leptoceratopsidae \| \| \| \| \| \| Coronosauria \| \| \| \| |
|  |                                                                    |
|  | Leptoceratopsidae                                                  |
|  |                                                                    |
|  | Coronosauria                                                       |
|  |                                                                    |

|  | Leptoceratopsidae |
|  |                   |
|  | Coronosauria      |
|  |                   |

|  | Helioceratops   |
|  |                 |
|  | Archaeoceratops |
|  |                 |

|  | Koreaceratops                                                      |
|  |                                                                    |
|  | \| \| Leptoceratopsidae \| \| \| \| \| \| Coronosauria \| \| \| \| |
|  |                                                                    |
|  | Leptoceratopsidae                                                  |
|  |                                                                    |
|  | Coronosauria                                                       |
|  |                                                                    |

|  | Leptoceratopsidae |
|  |                   |
|  | Coronosauria      |
|  |                   |

|  | Auroraceratops |
|  |                |
|  | Yamaceratops   |
|  |                |

|  | Helioceratops   |
|  |                 |
|  | Archaeoceratops |
|  |                 |

|  | Koreaceratops                                                      |
|  |                                                                    |
|  | \| \| Leptoceratopsidae \| \| \| \| \| \| Coronosauria \| \| \| \| |
|  |                                                                    |
|  | Leptoceratopsidae                                                  |
|  |                                                                    |
|  | Coronosauria                                                       |
|  |                                                                    |

|  | Leptoceratopsidae |
|  |                   |
|  | Coronosauria      |
|  |                   |

|  | Helioceratops   |
|  |                 |
|  | Archaeoceratops |
|  |                 |

|  | Koreaceratops                                                      |
|  |                                                                    |
|  | \| \| Leptoceratopsidae \| \| \| \| \| \| Coronosauria \| \| \| \| |
|  |                                                                    |
|  | Leptoceratopsidae                                                  |
|  |                                                                    |
|  | Coronosauria                                                       |
|  |                                                                    |

|  | Leptoceratopsidae |
|  |                   |
|  | Coronosauria      |
|  |                   |

|  | Auroraceratops |
|  |                |
|  | Yamaceratops   |
|  |                |

|  | Helioceratops   |
|  |                 |
|  | Archaeoceratops |
|  |                 |

|  | Koreaceratops                                                      |
|  |                                                                    |
|  | \| \| Leptoceratopsidae \| \| \| \| \| \| Coronosauria \| \| \| \| |
|  |                                                                    |
|  | Leptoceratopsidae                                                  |
|  |                                                                    |
|  | Coronosauria                                                       |
|  |                                                                    |

|  | Leptoceratopsidae |
|  |                   |
|  | Coronosauria      |
|  |                   |

|  | Helioceratops   |
|  |                 |
|  | Archaeoceratops |
|  |                 |

|  | Koreaceratops                                                      |
|  |                                                                    |
|  | \| \| Leptoceratopsidae \| \| \| \| \| \| Coronosauria \| \| \| \| |
|  |                                                                    |
|  | Leptoceratopsidae                                                  |
|  |                                                                    |
|  | Coronosauria                                                       |
|  |                                                                    |

|  | Leptoceratopsidae |
|  |                   |
|  | Coronosauria      |
|  |                   |

|  | Auroraceratops |
|  |                |
|  | Yamaceratops   |
|  |                |

|  | Helioceratops   |
|  |                 |
|  | Archaeoceratops |
|  |                 |

|  | Koreaceratops                                                      |
|  |                                                                    |
|  | \| \| Leptoceratopsidae \| \| \| \| \| \| Coronosauria \| \| \| \| |
|  |                                                                    |
|  | Leptoceratopsidae                                                  |
|  |                                                                    |
|  | Coronosauria                                                       |
|  |                                                                    |

|  | Leptoceratopsidae |
|  |                   |
|  | Coronosauria      |
|  |                   |

|  | Helioceratops   |
|  |                 |
|  | Archaeoceratops |
|  |                 |

|  | Koreaceratops                                                      |
|  |                                                                    |
|  | \| \| Leptoceratopsidae \| \| \| \| \| \| Coronosauria \| \| \| \| |
|  |                                                                    |
|  | Leptoceratopsidae                                                  |
|  |                                                                    |
|  | Coronosauria                                                       |
|  |                                                                    |

|  | Leptoceratopsidae |
|  |                   |
|  | Coronosauria      |
|  |                   |

|  | Auroraceratops |
|  |                |
|  | Yamaceratops   |
|  |                |

|  | Helioceratops   |
|  |                 |
|  | Archaeoceratops |
|  |                 |

|  | Koreaceratops                                                      |
|  |                                                                    |
|  | \| \| Leptoceratopsidae \| \| \| \| \| \| Coronosauria \| \| \| \| |
|  |                                                                    |
|  | Leptoceratopsidae                                                  |
|  |                                                                    |
|  | Coronosauria                                                       |
|  |                                                                    |

|  | Leptoceratopsidae |
|  |                   |
|  | Coronosauria      |
|  |                   |

|  | Helioceratops   |
|  |                 |
|  | Archaeoceratops |
|  |                 |

|  | Koreaceratops                                                      |
|  |                                                                    |
|  | \| \| Leptoceratopsidae \| \| \| \| \| \| Coronosauria \| \| \| \| |
|  |                                                                    |
|  | Leptoceratopsidae                                                  |
|  |                                                                    |
|  | Coronosauria                                                       |
|  |                                                                    |

|  | Leptoceratopsidae |
|  |                   |
|  | Coronosauria      |
|  |                   |

|  | Auroraceratops |
|  |                |
|  | Yamaceratops   |
|  |                |

|  | Helioceratops   |
|  |                 |
|  | Archaeoceratops |
|  |                 |

|  | Koreaceratops                                                      |
|  |                                                                    |
|  | \| \| Leptoceratopsidae \| \| \| \| \| \| Coronosauria \| \| \| \| |
|  |                                                                    |
|  | Leptoceratopsidae                                                  |
|  |                                                                    |
|  | Coronosauria                                                       |
|  |                                                                    |

|  | Leptoceratopsidae |
|  |                   |
|  | Coronosauria      |
|  |                   |

|  | Helioceratops   |
|  |                 |
|  | Archaeoceratops |
|  |                 |

|  | Koreaceratops                                                      |
|  |                                                                    |
|  | \| \| Leptoceratopsidae \| \| \| \| \| \| Coronosauria \| \| \| \| |
|  |                                                                    |
|  | Leptoceratopsidae                                                  |
|  |                                                                    |
|  | Coronosauria                                                       |
|  |                                                                    |

|  | Leptoceratopsidae |
|  |                   |
|  | Coronosauria      |
|  |                   |

|  | Auroraceratops |
|  |                |
|  | Yamaceratops   |
|  |                |

|  | Helioceratops   |
|  |                 |
|  | Archaeoceratops |
|  |                 |

|  | Koreaceratops                                                      |
|  |                                                                    |
|  | \| \| Leptoceratopsidae \| \| \| \| \| \| Coronosauria \| \| \| \| |
|  |                                                                    |
|  | Leptoceratopsidae                                                  |
|  |                                                                    |
|  | Coronosauria                                                       |
|  |                                                                    |

|  | Leptoceratopsidae |
|  |                   |
|  | Coronosauria      |
|  |                   |

|  | Helioceratops   |
|  |                 |
|  | Archaeoceratops |
|  |                 |

|  | Koreaceratops                                                      |
|  |                                                                    |
|  | \| \| Leptoceratopsidae \| \| \| \| \| \| Coronosauria \| \| \| \| |
|  |                                                                    |
|  | Leptoceratopsidae                                                  |
|  |                                                                    |
|  | Coronosauria                                                       |
|  |                                                                    |

|  | Leptoceratopsidae |
|  |                   |
|  | Coronosauria      |
|  |                   |

|  | Auroraceratops |
|  |                |
|  | Yamaceratops   |
|  |                |

|  | Helioceratops   |
|  |                 |
|  | Archaeoceratops |
|  |                 |

|  | Koreaceratops                                                      |
|  |                                                                    |
|  | \| \| Leptoceratopsidae \| \| \| \| \| \| Coronosauria \| \| \| \| |
|  |                                                                    |
|  | Leptoceratopsidae                                                  |
|  |                                                                    |
|  | Coronosauria                                                       |
|  |                                                                    |

|  | Leptoceratopsidae |
|  |                   |
|  | Coronosauria      |
|  |                   |

|  | Helioceratops   |
|  |                 |
|  | Archaeoceratops |
|  |                 |

|  | Koreaceratops                                                      |
|  |                                                                    |
|  | \| \| Leptoceratopsidae \| \| \| \| \| \| Coronosauria \| \| \| \| |
|  |                                                                    |
|  | Leptoceratopsidae                                                  |
|  |                                                                    |
|  | Coronosauria                                                       |
|  |                                                                    |

|  | Leptoceratopsidae |
|  |                   |
|  | Coronosauria      |
|  |                   |

|  | P. sinensis     |
|  |                 |
|  | P. mongoliensis |
|  |                 |

|  | Auroraceratops |
|  |                |
|  | Yamaceratops   |
|  |                |

|  | Helioceratops   |
|  |                 |
|  | Archaeoceratops |
|  |                 |

|  | Koreaceratops                                                      |
|  |                                                                    |
|  | \| \| Leptoceratopsidae \| \| \| \| \| \| Coronosauria \| \| \| \| |
|  |                                                                    |
|  | Leptoceratopsidae                                                  |
|  |                                                                    |
|  | Coronosauria                                                       |
|  |                                                                    |

|  | Leptoceratopsidae |
|  |                   |
|  | Coronosauria      |
|  |                   |

|  | Helioceratops   |
|  |                 |
|  | Archaeoceratops |
|  |                 |

|  | Koreaceratops                                                      |
|  |                                                                    |
|  | \| \| Leptoceratopsidae \| \| \| \| \| \| Coronosauria \| \| \| \| |
|  |                                                                    |
|  | Leptoceratopsidae                                                  |
|  |                                                                    |
|  | Coronosauria                                                       |
|  |                                                                    |

|  | Leptoceratopsidae |
|  |                   |
|  | Coronosauria      |
|  |                   |

|  | Auroraceratops |
|  |                |
|  | Yamaceratops   |
|  |                |

|  | Helioceratops   |
|  |                 |
|  | Archaeoceratops |
|  |                 |

|  | Koreaceratops                                                      |
|  |                                                                    |
|  | \| \| Leptoceratopsidae \| \| \| \| \| \| Coronosauria \| \| \| \| |
|  |                                                                    |
|  | Leptoceratopsidae                                                  |
|  |                                                                    |
|  | Coronosauria                                                       |
|  |                                                                    |

|  | Leptoceratopsidae |
|  |                   |
|  | Coronosauria      |
|  |                   |

|  | Helioceratops   |
|  |                 |
|  | Archaeoceratops |
|  |                 |

|  | Koreaceratops                                                      |
|  |                                                                    |
|  | \| \| Leptoceratopsidae \| \| \| \| \| \| Coronosauria \| \| \| \| |
|  |                                                                    |
|  | Leptoceratopsidae                                                  |
|  |                                                                    |
|  | Coronosauria                                                       |
|  |                                                                    |

|  | Leptoceratopsidae |
|  |                   |
|  | Coronosauria      |
|  |                   |

|  | Auroraceratops |
|  |                |
|  | Yamaceratops   |
|  |                |

|  | Helioceratops   |
|  |                 |
|  | Archaeoceratops |
|  |                 |

|  | Koreaceratops                                                      |
|  |                                                                    |
|  | \| \| Leptoceratopsidae \| \| \| \| \| \| Coronosauria \| \| \| \| |
|  |                                                                    |
|  | Leptoceratopsidae                                                  |
|  |                                                                    |
|  | Coronosauria                                                       |
|  |                                                                    |

|  | Leptoceratopsidae |
|  |                   |
|  | Coronosauria      |
|  |                   |

|  | Helioceratops   |
|  |                 |
|  | Archaeoceratops |
|  |                 |

|  | Koreaceratops                                                      |
|  |                                                                    |
|  | \| \| Leptoceratopsidae \| \| \| \| \| \| Coronosauria \| \| \| \| |
|  |                                                                    |
|  | Leptoceratopsidae                                                  |
|  |                                                                    |
|  | Coronosauria                                                       |
|  |                                                                    |

|  | Leptoceratopsidae |
|  |                   |
|  | Coronosauria      |
|  |                   |

|  | Auroraceratops |
|  |                |
|  | Yamaceratops   |
|  |                |

|  | Helioceratops   |
|  |                 |
|  | Archaeoceratops |
|  |                 |

|  | Koreaceratops                                                      |
|  |                                                                    |
|  | \| \| Leptoceratopsidae \| \| \| \| \| \| Coronosauria \| \| \| \| |
|  |                                                                    |
|  | Leptoceratopsidae                                                  |
|  |                                                                    |
|  | Coronosauria                                                       |
|  |                                                                    |

|  | Leptoceratopsidae |
|  |                   |
|  | Coronosauria      |
|  |                   |

|  | Helioceratops   |
|  |                 |
|  | Archaeoceratops |
|  |                 |

|  | Koreaceratops                                                      |
|  |                                                                    |
|  | \| \| Leptoceratopsidae \| \| \| \| \| \| Coronosauria \| \| \| \| |
|  |                                                                    |
|  | Leptoceratopsidae                                                  |
|  |                                                                    |
|  | Coronosauria                                                       |
|  |                                                                    |

|  | Leptoceratopsidae |
|  |                   |
|  | Coronosauria      |
|  |                   |

|  | Auroraceratops |
|  |                |
|  | Yamaceratops   |
|  |                |

|  | Helioceratops   |
|  |                 |
|  | Archaeoceratops |
|  |                 |

|  | Koreaceratops                                                      |
|  |                                                                    |
|  | \| \| Leptoceratopsidae \| \| \| \| \| \| Coronosauria \| \| \| \| |
|  |                                                                    |
|  | Leptoceratopsidae                                                  |
|  |                                                                    |
|  | Coronosauria                                                       |
|  |                                                                    |

|  | Leptoceratopsidae |
|  |                   |
|  | Coronosauria      |
|  |                   |

|  | Helioceratops   |
|  |                 |
|  | Archaeoceratops |
|  |                 |

|  | Koreaceratops                                                      |
|  |                                                                    |
|  | \| \| Leptoceratopsidae \| \| \| \| \| \| Coronosauria \| \| \| \| |
|  |                                                                    |
|  | Leptoceratopsidae                                                  |
|  |                                                                    |
|  | Coronosauria                                                       |
|  |                                                                    |

|  | Leptoceratopsidae |
|  |                   |
|  | Coronosauria      |
|  |                   |

|  | Auroraceratops |
|  |                |
|  | Yamaceratops   |
|  |                |

|  | Helioceratops   |
|  |                 |
|  | Archaeoceratops |
|  |                 |

|  | Koreaceratops                                                      |
|  |                                                                    |
|  | \| \| Leptoceratopsidae \| \| \| \| \| \| Coronosauria \| \| \| \| |
|  |                                                                    |
|  | Leptoceratopsidae                                                  |
|  |                                                                    |
|  | Coronosauria                                                       |
|  |                                                                    |

|  | Leptoceratopsidae |
|  |                   |
|  | Coronosauria      |
|  |                   |

|  | Helioceratops   |
|  |                 |
|  | Archaeoceratops |
|  |                 |

|  | Koreaceratops                                                      |
|  |                                                                    |
|  | \| \| Leptoceratopsidae \| \| \| \| \| \| Coronosauria \| \| \| \| |
|  |                                                                    |
|  | Leptoceratopsidae                                                  |
|  |                                                                    |
|  | Coronosauria                                                       |
|  |                                                                    |

|  | Leptoceratopsidae |
|  |                   |
|  | Coronosauria      |
|  |                   |

|  | Auroraceratops |
|  |                |
|  | Yamaceratops   |
|  |                |

|  | Helioceratops   |
|  |                 |
|  | Archaeoceratops |
|  |                 |

|  | Koreaceratops                                                      |
|  |                                                                    |
|  | \| \| Leptoceratopsidae \| \| \| \| \| \| Coronosauria \| \| \| \| |
|  |                                                                    |
|  | Leptoceratopsidae                                                  |
|  |                                                                    |
|  | Coronosauria                                                       |
|  |                                                                    |

|  | Leptoceratopsidae |
|  |                   |
|  | Coronosauria      |
|  |                   |

|  | Helioceratops   |
|  |                 |
|  | Archaeoceratops |
|  |                 |

|  | Koreaceratops                                                      |
|  |                                                                    |
|  | \| \| Leptoceratopsidae \| \| \| \| \| \| Coronosauria \| \| \| \| |
|  |                                                                    |
|  | Leptoceratopsidae                                                  |
|  |                                                                    |
|  | Coronosauria                                                       |
|  |                                                                    |

|  | Leptoceratopsidae |
|  |                   |
|  | Coronosauria      |
|  |                   |

|  | Auroraceratops |
|  |                |
|  | Yamaceratops   |
|  |                |

|  | Helioceratops   |
|  |                 |
|  | Archaeoceratops |
|  |                 |

|  | Koreaceratops                                                      |
|  |                                                                    |
|  | \| \| Leptoceratopsidae \| \| \| \| \| \| Coronosauria \| \| \| \| |
|  |                                                                    |
|  | Leptoceratopsidae                                                  |
|  |                                                                    |
|  | Coronosauria                                                       |
|  |                                                                    |

|  | Leptoceratopsidae |
|  |                   |
|  | Coronosauria      |
|  |                   |

|  | Helioceratops   |
|  |                 |
|  | Archaeoceratops |
|  |                 |

|  | Koreaceratops                                                      |
|  |                                                                    |
|  | \| \| Leptoceratopsidae \| \| \| \| \| \| Coronosauria \| \| \| \| |
|  |                                                                    |
|  | Leptoceratopsidae                                                  |
|  |                                                                    |
|  | Coronosauria                                                       |
|  |                                                                    |

|  | Leptoceratopsidae |
|  |                   |
|  | Coronosauria      |
|  |                   |

|  | Xuanhuaceratops |
|  |                 |
|  | Chaoyangsaurus  |
|  |                 |

|  | P. sinensis     |
|  |                 |
|  | P. mongoliensis |
|  |                 |

|  | Auroraceratops |
|  |                |
|  | Yamaceratops   |
|  |                |

|  | Helioceratops   |
|  |                 |
|  | Archaeoceratops |
|  |                 |

|  | Koreaceratops                                                      |
|  |                                                                    |
|  | \| \| Leptoceratopsidae \| \| \| \| \| \| Coronosauria \| \| \| \| |
|  |                                                                    |
|  | Leptoceratopsidae                                                  |
|  |                                                                    |
|  | Coronosauria                                                       |
|  |                                                                    |

|  | Leptoceratopsidae |
|  |                   |
|  | Coronosauria      |
|  |                   |

|  | Helioceratops   |
|  |                 |
|  | Archaeoceratops |
|  |                 |

|  | Koreaceratops                                                      |
|  |                                                                    |
|  | \| \| Leptoceratopsidae \| \| \| \| \| \| Coronosauria \| \| \| \| |
|  |                                                                    |
|  | Leptoceratopsidae                                                  |
|  |                                                                    |
|  | Coronosauria                                                       |
|  |                                                                    |

|  | Leptoceratopsidae |
|  |                   |
|  | Coronosauria      |
|  |                   |

|  | Auroraceratops |
|  |                |
|  | Yamaceratops   |
|  |                |

|  | Helioceratops   |
|  |                 |
|  | Archaeoceratops |
|  |                 |

|  | Koreaceratops                                                      |
|  |                                                                    |
|  | \| \| Leptoceratopsidae \| \| \| \| \| \| Coronosauria \| \| \| \| |
|  |                                                                    |
|  | Leptoceratopsidae                                                  |
|  |                                                                    |
|  | Coronosauria                                                       |
|  |                                                                    |

|  | Leptoceratopsidae |
|  |                   |
|  | Coronosauria      |
|  |                   |

|  | Helioceratops   |
|  |                 |
|  | Archaeoceratops |
|  |                 |

|  | Koreaceratops                                                      |
|  |                                                                    |
|  | \| \| Leptoceratopsidae \| \| \| \| \| \| Coronosauria \| \| \| \| |
|  |                                                                    |
|  | Leptoceratopsidae                                                  |
|  |                                                                    |
|  | Coronosauria                                                       |
|  |                                                                    |

|  | Leptoceratopsidae |
|  |                   |
|  | Coronosauria      |
|  |                   |

|  | Auroraceratops |
|  |                |
|  | Yamaceratops   |
|  |                |

|  | Helioceratops   |
|  |                 |
|  | Archaeoceratops |
|  |                 |

|  | Koreaceratops                                                      |
|  |                                                                    |
|  | \| \| Leptoceratopsidae \| \| \| \| \| \| Coronosauria \| \| \| \| |
|  |                                                                    |
|  | Leptoceratopsidae                                                  |
|  |                                                                    |
|  | Coronosauria                                                       |
|  |                                                                    |

|  | Leptoceratopsidae |
|  |                   |
|  | Coronosauria      |
|  |                   |

|  | Helioceratops   |
|  |                 |
|  | Archaeoceratops |
|  |                 |

|  | Koreaceratops                                                      |
|  |                                                                    |
|  | \| \| Leptoceratopsidae \| \| \| \| \| \| Coronosauria \| \| \| \| |
|  |                                                                    |
|  | Leptoceratopsidae                                                  |
|  |                                                                    |
|  | Coronosauria                                                       |
|  |                                                                    |

|  | Leptoceratopsidae |
|  |                   |
|  | Coronosauria      |
|  |                   |

|  | Auroraceratops |
|  |                |
|  | Yamaceratops   |
|  |                |

|  | Helioceratops   |
|  |                 |
|  | Archaeoceratops |
|  |                 |

|  | Koreaceratops                                                      |
|  |                                                                    |
|  | \| \| Leptoceratopsidae \| \| \| \| \| \| Coronosauria \| \| \| \| |
|  |                                                                    |
|  | Leptoceratopsidae                                                  |
|  |                                                                    |
|  | Coronosauria                                                       |
|  |                                                                    |

|  | Leptoceratopsidae |
|  |                   |
|  | Coronosauria      |
|  |                   |

|  | Helioceratops   |
|  |                 |
|  | Archaeoceratops |
|  |                 |

|  | Koreaceratops                                                      |
|  |                                                                    |
|  | \| \| Leptoceratopsidae \| \| \| \| \| \| Coronosauria \| \| \| \| |
|  |                                                                    |
|  | Leptoceratopsidae                                                  |
|  |                                                                    |
|  | Coronosauria                                                       |
|  |                                                                    |

|  | Leptoceratopsidae |
|  |                   |
|  | Coronosauria      |
|  |                   |

|  | Auroraceratops |
|  |                |
|  | Yamaceratops   |
|  |                |

|  | Helioceratops   |
|  |                 |
|  | Archaeoceratops |
|  |                 |

|  | Koreaceratops                                                      |
|  |                                                                    |
|  | \| \| Leptoceratopsidae \| \| \| \| \| \| Coronosauria \| \| \| \| |
|  |                                                                    |
|  | Leptoceratopsidae                                                  |
|  |                                                                    |
|  | Coronosauria                                                       |
|  |                                                                    |

|  | Leptoceratopsidae |
|  |                   |
|  | Coronosauria      |
|  |                   |

|  | Helioceratops   |
|  |                 |
|  | Archaeoceratops |
|  |                 |

|  | Koreaceratops                                                      |
|  |                                                                    |
|  | \| \| Leptoceratopsidae \| \| \| \| \| \| Coronosauria \| \| \| \| |
|  |                                                                    |
|  | Leptoceratopsidae                                                  |
|  |                                                                    |
|  | Coronosauria                                                       |
|  |                                                                    |

|  | Leptoceratopsidae |
|  |                   |
|  | Coronosauria      |
|  |                   |

|  | Auroraceratops |
|  |                |
|  | Yamaceratops   |
|  |                |

|  | Helioceratops   |
|  |                 |
|  | Archaeoceratops |
|  |                 |

|  | Koreaceratops                                                      |
|  |                                                                    |
|  | \| \| Leptoceratopsidae \| \| \| \| \| \| Coronosauria \| \| \| \| |
|  |                                                                    |
|  | Leptoceratopsidae                                                  |
|  |                                                                    |
|  | Coronosauria                                                       |
|  |                                                                    |

|  | Leptoceratopsidae |
|  |                   |
|  | Coronosauria      |
|  |                   |

|  | Helioceratops   |
|  |                 |
|  | Archaeoceratops |
|  |                 |

|  | Koreaceratops                                                      |
|  |                                                                    |
|  | \| \| Leptoceratopsidae \| \| \| \| \| \| Coronosauria \| \| \| \| |
|  |                                                                    |
|  | Leptoceratopsidae                                                  |
|  |                                                                    |
|  | Coronosauria                                                       |
|  |                                                                    |

|  | Leptoceratopsidae |
|  |                   |
|  | Coronosauria      |
|  |                   |

|  | Auroraceratops |
|  |                |
|  | Yamaceratops   |
|  |                |

|  | Helioceratops   |
|  |                 |
|  | Archaeoceratops |
|  |                 |

|  | Koreaceratops                                                      |
|  |                                                                    |
|  | \| \| Leptoceratopsidae \| \| \| \| \| \| Coronosauria \| \| \| \| |
|  |                                                                    |
|  | Leptoceratopsidae                                                  |
|  |                                                                    |
|  | Coronosauria                                                       |
|  |                                                                    |

|  | Leptoceratopsidae |
|  |                   |
|  | Coronosauria      |
|  |                   |

|  | Helioceratops   |
|  |                 |
|  | Archaeoceratops |
|  |                 |

|  | Koreaceratops                                                      |
|  |                                                                    |
|  | \| \| Leptoceratopsidae \| \| \| \| \| \| Coronosauria \| \| \| \| |
|  |                                                                    |
|  | Leptoceratopsidae                                                  |
|  |                                                                    |
|  | Coronosauria                                                       |
|  |                                                                    |

|  | Leptoceratopsidae |
|  |                   |
|  | Coronosauria      |
|  |                   |

|  | Auroraceratops |
|  |                |
|  | Yamaceratops   |
|  |                |

|  | Helioceratops   |
|  |                 |
|  | Archaeoceratops |
|  |                 |

|  | Koreaceratops                                                      |
|  |                                                                    |
|  | \| \| Leptoceratopsidae \| \| \| \| \| \| Coronosauria \| \| \| \| |
|  |                                                                    |
|  | Leptoceratopsidae                                                  |
|  |                                                                    |
|  | Coronosauria                                                       |
|  |                                                                    |

|  | Leptoceratopsidae |
|  |                   |
|  | Coronosauria      |
|  |                   |

|  | Helioceratops   |
|  |                 |
|  | Archaeoceratops |
|  |                 |

|  | Koreaceratops                                                      |
|  |                                                                    |
|  | \| \| Leptoceratopsidae \| \| \| \| \| \| Coronosauria \| \| \| \| |
|  |                                                                    |
|  | Leptoceratopsidae                                                  |
|  |                                                                    |
|  | Coronosauria                                                       |
|  |                                                                    |

|  | Leptoceratopsidae |
|  |                   |
|  | Coronosauria      |
|  |                   |

|  | P. sinensis     |
|  |                 |
|  | P. mongoliensis |
|  |                 |

|  | Auroraceratops |
|  |                |
|  | Yamaceratops   |
|  |                |

|  | Helioceratops   |
|  |                 |
|  | Archaeoceratops |
|  |                 |

|  | Koreaceratops                                                      |
|  |                                                                    |
|  | \| \| Leptoceratopsidae \| \| \| \| \| \| Coronosauria \| \| \| \| |
|  |                                                                    |
|  | Leptoceratopsidae                                                  |
|  |                                                                    |
|  | Coronosauria                                                       |
|  |                                                                    |

|  | Leptoceratopsidae |
|  |                   |
|  | Coronosauria      |
|  |                   |

|  | Helioceratops   |
|  |                 |
|  | Archaeoceratops |
|  |                 |

|  | Koreaceratops                                                      |
|  |                                                                    |
|  | \| \| Leptoceratopsidae \| \| \| \| \| \| Coronosauria \| \| \| \| |
|  |                                                                    |
|  | Leptoceratopsidae                                                  |
|  |                                                                    |
|  | Coronosauria                                                       |
|  |                                                                    |

|  | Leptoceratopsidae |
|  |                   |
|  | Coronosauria      |
|  |                   |

|  | Auroraceratops |
|  |                |
|  | Yamaceratops   |
|  |                |

|  | Helioceratops   |
|  |                 |
|  | Archaeoceratops |
|  |                 |

|  | Koreaceratops                                                      |
|  |                                                                    |
|  | \| \| Leptoceratopsidae \| \| \| \| \| \| Coronosauria \| \| \| \| |
|  |                                                                    |
|  | Leptoceratopsidae                                                  |
|  |                                                                    |
|  | Coronosauria                                                       |
|  |                                                                    |

|  | Leptoceratopsidae |
|  |                   |
|  | Coronosauria      |
|  |                   |

|  | Helioceratops   |
|  |                 |
|  | Archaeoceratops |
|  |                 |

|  | Koreaceratops                                                      |
|  |                                                                    |
|  | \| \| Leptoceratopsidae \| \| \| \| \| \| Coronosauria \| \| \| \| |
|  |                                                                    |
|  | Leptoceratopsidae                                                  |
|  |                                                                    |
|  | Coronosauria                                                       |
|  |                                                                    |

|  | Leptoceratopsidae |
|  |                   |
|  | Coronosauria      |
|  |                   |

|  | Auroraceratops |
|  |                |
|  | Yamaceratops   |
|  |                |

|  | Helioceratops   |
|  |                 |
|  | Archaeoceratops |
|  |                 |

|  | Koreaceratops                                                      |
|  |                                                                    |
|  | \| \| Leptoceratopsidae \| \| \| \| \| \| Coronosauria \| \| \| \| |
|  |                                                                    |
|  | Leptoceratopsidae                                                  |
|  |                                                                    |
|  | Coronosauria                                                       |
|  |                                                                    |

|  | Leptoceratopsidae |
|  |                   |
|  | Coronosauria      |
|  |                   |

|  | Helioceratops   |
|  |                 |
|  | Archaeoceratops |
|  |                 |

|  | Koreaceratops                                                      |
|  |                                                                    |
|  | \| \| Leptoceratopsidae \| \| \| \| \| \| Coronosauria \| \| \| \| |
|  |                                                                    |
|  | Leptoceratopsidae                                                  |
|  |                                                                    |
|  | Coronosauria                                                       |
|  |                                                                    |

|  | Leptoceratopsidae |
|  |                   |
|  | Coronosauria      |
|  |                   |

|  | Auroraceratops |
|  |                |
|  | Yamaceratops   |
|  |                |

|  | Helioceratops   |
|  |                 |
|  | Archaeoceratops |
|  |                 |

|  | Koreaceratops                                                      |
|  |                                                                    |
|  | \| \| Leptoceratopsidae \| \| \| \| \| \| Coronosauria \| \| \| \| |
|  |                                                                    |
|  | Leptoceratopsidae                                                  |
|  |                                                                    |
|  | Coronosauria                                                       |
|  |                                                                    |

|  | Leptoceratopsidae |
|  |                   |
|  | Coronosauria      |
|  |                   |

|  | Helioceratops   |
|  |                 |
|  | Archaeoceratops |
|  |                 |

|  | Koreaceratops                                                      |
|  |                                                                    |
|  | \| \| Leptoceratopsidae \| \| \| \| \| \| Coronosauria \| \| \| \| |
|  |                                                                    |
|  | Leptoceratopsidae                                                  |
|  |                                                                    |
|  | Coronosauria                                                       |
|  |                                                                    |

|  | Leptoceratopsidae |
|  |                   |
|  | Coronosauria      |
|  |                   |

|  | Auroraceratops |
|  |                |
|  | Yamaceratops   |
|  |                |

|  | Helioceratops   |
|  |                 |
|  | Archaeoceratops |
|  |                 |

|  | Koreaceratops                                                      |
|  |                                                                    |
|  | \| \| Leptoceratopsidae \| \| \| \| \| \| Coronosauria \| \| \| \| |
|  |                                                                    |
|  | Leptoceratopsidae                                                  |
|  |                                                                    |
|  | Coronosauria                                                       |
|  |                                                                    |

|  | Leptoceratopsidae |
|  |                   |
|  | Coronosauria      |
|  |                   |

|  | Helioceratops   |
|  |                 |
|  | Archaeoceratops |
|  |                 |

|  | Koreaceratops                                                      |
|  |                                                                    |
|  | \| \| Leptoceratopsidae \| \| \| \| \| \| Coronosauria \| \| \| \| |
|  |                                                                    |
|  | Leptoceratopsidae                                                  |
|  |                                                                    |
|  | Coronosauria                                                       |
|  |                                                                    |

|  | Leptoceratopsidae |
|  |                   |
|  | Coronosauria      |
|  |                   |

|  | Auroraceratops |
|  |                |
|  | Yamaceratops   |
|  |                |

|  | Helioceratops   |
|  |                 |
|  | Archaeoceratops |
|  |                 |

|  | Koreaceratops                                                      |
|  |                                                                    |
|  | \| \| Leptoceratopsidae \| \| \| \| \| \| Coronosauria \| \| \| \| |
|  |                                                                    |
|  | Leptoceratopsidae                                                  |
|  |                                                                    |
|  | Coronosauria                                                       |
|  |                                                                    |

|  | Leptoceratopsidae |
|  |                   |
|  | Coronosauria      |
|  |                   |

|  | Helioceratops   |
|  |                 |
|  | Archaeoceratops |
|  |                 |

|  | Koreaceratops                                                      |
|  |                                                                    |
|  | \| \| Leptoceratopsidae \| \| \| \| \| \| Coronosauria \| \| \| \| |
|  |                                                                    |
|  | Leptoceratopsidae                                                  |
|  |                                                                    |
|  | Coronosauria                                                       |
|  |                                                                    |

|  | Leptoceratopsidae |
|  |                   |
|  | Coronosauria      |
|  |                   |

|  | Auroraceratops |
|  |                |
|  | Yamaceratops   |
|  |                |

|  | Helioceratops   |
|  |                 |
|  | Archaeoceratops |
|  |                 |

|  | Koreaceratops                                                      |
|  |                                                                    |
|  | \| \| Leptoceratopsidae \| \| \| \| \| \| Coronosauria \| \| \| \| |
|  |                                                                    |
|  | Leptoceratopsidae                                                  |
|  |                                                                    |
|  | Coronosauria                                                       |
|  |                                                                    |

|  | Leptoceratopsidae |
|  |                   |
|  | Coronosauria      |
|  |                   |

|  | Helioceratops   |
|  |                 |
|  | Archaeoceratops |
|  |                 |

|  | Koreaceratops                                                      |
|  |                                                                    |
|  | \| \| Leptoceratopsidae \| \| \| \| \| \| Coronosauria \| \| \| \| |
|  |                                                                    |
|  | Leptoceratopsidae                                                  |
|  |                                                                    |
|  | Coronosauria                                                       |
|  |                                                                    |

|  | Leptoceratopsidae |
|  |                   |
|  | Coronosauria      |
|  |                   |

|  | Auroraceratops |
|  |                |
|  | Yamaceratops   |
|  |                |

|  | Helioceratops   |
|  |                 |
|  | Archaeoceratops |
|  |                 |

|  | Koreaceratops                                                      |
|  |                                                                    |
|  | \| \| Leptoceratopsidae \| \| \| \| \| \| Coronosauria \| \| \| \| |
|  |                                                                    |
|  | Leptoceratopsidae                                                  |
|  |                                                                    |
|  | Coronosauria                                                       |
|  |                                                                    |

|  | Leptoceratopsidae |
|  |                   |
|  | Coronosauria      |
|  |                   |

|  | Helioceratops   |
|  |                 |
|  | Archaeoceratops |
|  |                 |

|  | Koreaceratops                                                      |
|  |                                                                    |
|  | \| \| Leptoceratopsidae \| \| \| \| \| \| Coronosauria \| \| \| \| |
|  |                                                                    |
|  | Leptoceratopsidae                                                  |
|  |                                                                    |
|  | Coronosauria                                                       |
|  |                                                                    |

|  | Leptoceratopsidae |
|  |                   |
|  | Coronosauria      |
|  |                   |

|  | Xuanhuaceratops |
|  |                 |
|  | Chaoyangsaurus  |
|  |                 |

|  | P. sinensis     |
|  |                 |
|  | P. mongoliensis |
|  |                 |

|  | Auroraceratops |
|  |                |
|  | Yamaceratops   |
|  |                |

|  | Helioceratops   |
|  |                 |
|  | Archaeoceratops |
|  |                 |

|  | Koreaceratops                                                      |
|  |                                                                    |
|  | \| \| Leptoceratopsidae \| \| \| \| \| \| Coronosauria \| \| \| \| |
|  |                                                                    |
|  | Leptoceratopsidae                                                  |
|  |                                                                    |
|  | Coronosauria                                                       |
|  |                                                                    |

|  | Leptoceratopsidae |
|  |                   |
|  | Coronosauria      |
|  |                   |

|  | Helioceratops   |
|  |                 |
|  | Archaeoceratops |
|  |                 |

|  | Koreaceratops                                                      |
|  |                                                                    |
|  | \| \| Leptoceratopsidae \| \| \| \| \| \| Coronosauria \| \| \| \| |
|  |                                                                    |
|  | Leptoceratopsidae                                                  |
|  |                                                                    |
|  | Coronosauria                                                       |
|  |                                                                    |

|  | Leptoceratopsidae |
|  |                   |
|  | Coronosauria      |
|  |                   |

|  | Auroraceratops |
|  |                |
|  | Yamaceratops   |
|  |                |

|  | Helioceratops   |
|  |                 |
|  | Archaeoceratops |
|  |                 |

|  | Koreaceratops                                                      |
|  |                                                                    |
|  | \| \| Leptoceratopsidae \| \| \| \| \| \| Coronosauria \| \| \| \| |
|  |                                                                    |
|  | Leptoceratopsidae                                                  |
|  |                                                                    |
|  | Coronosauria                                                       |
|  |                                                                    |

|  | Leptoceratopsidae |
|  |                   |
|  | Coronosauria      |
|  |                   |

|  | Helioceratops   |
|  |                 |
|  | Archaeoceratops |
|  |                 |

|  | Koreaceratops                                                      |
|  |                                                                    |
|  | \| \| Leptoceratopsidae \| \| \| \| \| \| Coronosauria \| \| \| \| |
|  |                                                                    |
|  | Leptoceratopsidae                                                  |
|  |                                                                    |
|  | Coronosauria                                                       |
|  |                                                                    |

|  | Leptoceratopsidae |
|  |                   |
|  | Coronosauria      |
|  |                   |

|  | Auroraceratops |
|  |                |
|  | Yamaceratops   |
|  |                |

|  | Helioceratops   |
|  |                 |
|  | Archaeoceratops |
|  |                 |

|  | Koreaceratops                                                      |
|  |                                                                    |
|  | \| \| Leptoceratopsidae \| \| \| \| \| \| Coronosauria \| \| \| \| |
|  |                                                                    |
|  | Leptoceratopsidae                                                  |
|  |                                                                    |
|  | Coronosauria                                                       |
|  |                                                                    |

|  | Leptoceratopsidae |
|  |                   |
|  | Coronosauria      |
|  |                   |

|  | Helioceratops   |
|  |                 |
|  | Archaeoceratops |
|  |                 |

|  | Koreaceratops                                                      |
|  |                                                                    |
|  | \| \| Leptoceratopsidae \| \| \| \| \| \| Coronosauria \| \| \| \| |
|  |                                                                    |
|  | Leptoceratopsidae                                                  |
|  |                                                                    |
|  | Coronosauria                                                       |
|  |                                                                    |

|  | Leptoceratopsidae |
|  |                   |
|  | Coronosauria      |
|  |                   |

|  | Auroraceratops |
|  |                |
|  | Yamaceratops   |
|  |                |

|  | Helioceratops   |
|  |                 |
|  | Archaeoceratops |
|  |                 |

|  | Koreaceratops                                                      |
|  |                                                                    |
|  | \| \| Leptoceratopsidae \| \| \| \| \| \| Coronosauria \| \| \| \| |
|  |                                                                    |
|  | Leptoceratopsidae                                                  |
|  |                                                                    |
|  | Coronosauria                                                       |
|  |                                                                    |

|  | Leptoceratopsidae |
|  |                   |
|  | Coronosauria      |
|  |                   |

|  | Helioceratops   |
|  |                 |
|  | Archaeoceratops |
|  |                 |

|  | Koreaceratops                                                      |
|  |                                                                    |
|  | \| \| Leptoceratopsidae \| \| \| \| \| \| Coronosauria \| \| \| \| |
|  |                                                                    |
|  | Leptoceratopsidae                                                  |
|  |                                                                    |
|  | Coronosauria                                                       |
|  |                                                                    |

|  | Leptoceratopsidae |
|  |                   |
|  | Coronosauria      |
|  |                   |

|  | Auroraceratops |
|  |                |
|  | Yamaceratops   |
|  |                |

|  | Helioceratops   |
|  |                 |
|  | Archaeoceratops |
|  |                 |

|  | Koreaceratops                                                      |
|  |                                                                    |
|  | \| \| Leptoceratopsidae \| \| \| \| \| \| Coronosauria \| \| \| \| |
|  |                                                                    |
|  | Leptoceratopsidae                                                  |
|  |                                                                    |
|  | Coronosauria                                                       |
|  |                                                                    |

|  | Leptoceratopsidae |
|  |                   |
|  | Coronosauria      |
|  |                   |

|  | Helioceratops   |
|  |                 |
|  | Archaeoceratops |
|  |                 |

|  | Koreaceratops                                                      |
|  |                                                                    |
|  | \| \| Leptoceratopsidae \| \| \| \| \| \| Coronosauria \| \| \| \| |
|  |                                                                    |
|  | Leptoceratopsidae                                                  |
|  |                                                                    |
|  | Coronosauria                                                       |
|  |                                                                    |

|  | Leptoceratopsidae |
|  |                   |
|  | Coronosauria      |
|  |                   |

|  | Auroraceratops |
|  |                |
|  | Yamaceratops   |
|  |                |

|  | Helioceratops   |
|  |                 |
|  | Archaeoceratops |
|  |                 |

|  | Koreaceratops                                                      |
|  |                                                                    |
|  | \| \| Leptoceratopsidae \| \| \| \| \| \| Coronosauria \| \| \| \| |
|  |                                                                    |
|  | Leptoceratopsidae                                                  |
|  |                                                                    |
|  | Coronosauria                                                       |
|  |                                                                    |

|  | Leptoceratopsidae |
|  |                   |
|  | Coronosauria      |
|  |                   |

|  | Helioceratops   |
|  |                 |
|  | Archaeoceratops |
|  |                 |

|  | Koreaceratops                                                      |
|  |                                                                    |
|  | \| \| Leptoceratopsidae \| \| \| \| \| \| Coronosauria \| \| \| \| |
|  |                                                                    |
|  | Leptoceratopsidae                                                  |
|  |                                                                    |
|  | Coronosauria                                                       |
|  |                                                                    |

|  | Leptoceratopsidae |
|  |                   |
|  | Coronosauria      |
|  |                   |

|  | Auroraceratops |
|  |                |
|  | Yamaceratops   |
|  |                |

|  | Helioceratops   |
|  |                 |
|  | Archaeoceratops |
|  |                 |

|  | Koreaceratops                                                      |
|  |                                                                    |
|  | \| \| Leptoceratopsidae \| \| \| \| \| \| Coronosauria \| \| \| \| |
|  |                                                                    |
|  | Leptoceratopsidae                                                  |
|  |                                                                    |
|  | Coronosauria                                                       |
|  |                                                                    |

|  | Leptoceratopsidae |
|  |                   |
|  | Coronosauria      |
|  |                   |

|  | Helioceratops   |
|  |                 |
|  | Archaeoceratops |
|  |                 |

|  | Koreaceratops                                                      |
|  |                                                                    |
|  | \| \| Leptoceratopsidae \| \| \| \| \| \| Coronosauria \| \| \| \| |
|  |                                                                    |
|  | Leptoceratopsidae                                                  |
|  |                                                                    |
|  | Coronosauria                                                       |
|  |                                                                    |

|  | Leptoceratopsidae |
|  |                   |
|  | Coronosauria      |
|  |                   |

|  | Auroraceratops |
|  |                |
|  | Yamaceratops   |
|  |                |

|  | Helioceratops   |
|  |                 |
|  | Archaeoceratops |
|  |                 |

|  | Koreaceratops                                                      |
|  |                                                                    |
|  | \| \| Leptoceratopsidae \| \| \| \| \| \| Coronosauria \| \| \| \| |
|  |                                                                    |
|  | Leptoceratopsidae                                                  |
|  |                                                                    |
|  | Coronosauria                                                       |
|  |                                                                    |

|  | Leptoceratopsidae |
|  |                   |
|  | Coronosauria      |
|  |                   |

|  | Helioceratops   |
|  |                 |
|  | Archaeoceratops |
|  |                 |

|  | Koreaceratops                                                      |
|  |                                                                    |
|  | \| \| Leptoceratopsidae \| \| \| \| \| \| Coronosauria \| \| \| \| |
|  |                                                                    |
|  | Leptoceratopsidae                                                  |
|  |                                                                    |
|  | Coronosauria                                                       |
|  |                                                                    |

|  | Leptoceratopsidae |
|  |                   |
|  | Coronosauria      |
|  |                   |

|  | P. sinensis     |
|  |                 |
|  | P. mongoliensis |
|  |                 |

|  | Auroraceratops |
|  |                |
|  | Yamaceratops   |
|  |                |

|  | Helioceratops   |
|  |                 |
|  | Archaeoceratops |
|  |                 |

|  | Koreaceratops                                                      |
|  |                                                                    |
|  | \| \| Leptoceratopsidae \| \| \| \| \| \| Coronosauria \| \| \| \| |
|  |                                                                    |
|  | Leptoceratopsidae                                                  |
|  |                                                                    |
|  | Coronosauria                                                       |
|  |                                                                    |

|  | Leptoceratopsidae |
|  |                   |
|  | Coronosauria      |
|  |                   |

|  | Helioceratops   |
|  |                 |
|  | Archaeoceratops |
|  |                 |

|  | Koreaceratops                                                      |
|  |                                                                    |
|  | \| \| Leptoceratopsidae \| \| \| \| \| \| Coronosauria \| \| \| \| |
|  |                                                                    |
|  | Leptoceratopsidae                                                  |
|  |                                                                    |
|  | Coronosauria                                                       |
|  |                                                                    |

|  | Leptoceratopsidae |
|  |                   |
|  | Coronosauria      |
|  |                   |

|  | Auroraceratops |
|  |                |
|  | Yamaceratops   |
|  |                |

|  | Helioceratops   |
|  |                 |
|  | Archaeoceratops |
|  |                 |

|  | Koreaceratops                                                      |
|  |                                                                    |
|  | \| \| Leptoceratopsidae \| \| \| \| \| \| Coronosauria \| \| \| \| |
|  |                                                                    |
|  | Leptoceratopsidae                                                  |
|  |                                                                    |
|  | Coronosauria                                                       |
|  |                                                                    |

|  | Leptoceratopsidae |
|  |                   |
|  | Coronosauria      |
|  |                   |

|  | Helioceratops   |
|  |                 |
|  | Archaeoceratops |
|  |                 |

|  | Koreaceratops                                                      |
|  |                                                                    |
|  | \| \| Leptoceratopsidae \| \| \| \| \| \| Coronosauria \| \| \| \| |
|  |                                                                    |
|  | Leptoceratopsidae                                                  |
|  |                                                                    |
|  | Coronosauria                                                       |
|  |                                                                    |

|  | Leptoceratopsidae |
|  |                   |
|  | Coronosauria      |
|  |                   |

|  | Auroraceratops |
|  |                |
|  | Yamaceratops   |
|  |                |

|  | Helioceratops   |
|  |                 |
|  | Archaeoceratops |
|  |                 |

|  | Koreaceratops                                                      |
|  |                                                                    |
|  | \| \| Leptoceratopsidae \| \| \| \| \| \| Coronosauria \| \| \| \| |
|  |                                                                    |
|  | Leptoceratopsidae                                                  |
|  |                                                                    |
|  | Coronosauria                                                       |
|  |                                                                    |

|  | Leptoceratopsidae |
|  |                   |
|  | Coronosauria      |
|  |                   |

|  | Helioceratops   |
|  |                 |
|  | Archaeoceratops |
|  |                 |

|  | Koreaceratops                                                      |
|  |                                                                    |
|  | \| \| Leptoceratopsidae \| \| \| \| \| \| Coronosauria \| \| \| \| |
|  |                                                                    |
|  | Leptoceratopsidae                                                  |
|  |                                                                    |
|  | Coronosauria                                                       |
|  |                                                                    |

|  | Leptoceratopsidae |
|  |                   |
|  | Coronosauria      |
|  |                   |

|  | Auroraceratops |
|  |                |
|  | Yamaceratops   |
|  |                |

|  | Helioceratops   |
|  |                 |
|  | Archaeoceratops |
|  |                 |

|  | Koreaceratops                                                      |
|  |                                                                    |
|  | \| \| Leptoceratopsidae \| \| \| \| \| \| Coronosauria \| \| \| \| |
|  |                                                                    |
|  | Leptoceratopsidae                                                  |
|  |                                                                    |
|  | Coronosauria                                                       |
|  |                                                                    |

|  | Leptoceratopsidae |
|  |                   |
|  | Coronosauria      |
|  |                   |

|  | Helioceratops   |
|  |                 |
|  | Archaeoceratops |
|  |                 |

|  | Koreaceratops                                                      |
|  |                                                                    |
|  | \| \| Leptoceratopsidae \| \| \| \| \| \| Coronosauria \| \| \| \| |
|  |                                                                    |
|  | Leptoceratopsidae                                                  |
|  |                                                                    |
|  | Coronosauria                                                       |
|  |                                                                    |

|  | Leptoceratopsidae |
|  |                   |
|  | Coronosauria      |
|  |                   |

|  | Auroraceratops |
|  |                |
|  | Yamaceratops   |
|  |                |

|  | Helioceratops   |
|  |                 |
|  | Archaeoceratops |
|  |                 |

|  | Koreaceratops                                                      |
|  |                                                                    |
|  | \| \| Leptoceratopsidae \| \| \| \| \| \| Coronosauria \| \| \| \| |
|  |                                                                    |
|  | Leptoceratopsidae                                                  |
|  |                                                                    |
|  | Coronosauria                                                       |
|  |                                                                    |

|  | Leptoceratopsidae |
|  |                   |
|  | Coronosauria      |
|  |                   |

|  | Helioceratops   |
|  |                 |
|  | Archaeoceratops |
|  |                 |

|  | Koreaceratops                                                      |
|  |                                                                    |
|  | \| \| Leptoceratopsidae \| \| \| \| \| \| Coronosauria \| \| \| \| |
|  |                                                                    |
|  | Leptoceratopsidae                                                  |
|  |                                                                    |
|  | Coronosauria                                                       |
|  |                                                                    |

|  | Leptoceratopsidae |
|  |                   |
|  | Coronosauria      |
|  |                   |

|  | Auroraceratops |
|  |                |
|  | Yamaceratops   |
|  |                |

|  | Helioceratops   |
|  |                 |
|  | Archaeoceratops |
|  |                 |

|  | Koreaceratops                                                      |
|  |                                                                    |
|  | \| \| Leptoceratopsidae \| \| \| \| \| \| Coronosauria \| \| \| \| |
|  |                                                                    |
|  | Leptoceratopsidae                                                  |
|  |                                                                    |
|  | Coronosauria                                                       |
|  |                                                                    |

|  | Leptoceratopsidae |
|  |                   |
|  | Coronosauria      |
|  |                   |

|  | Helioceratops   |
|  |                 |
|  | Archaeoceratops |
|  |                 |

|  | Koreaceratops                                                      |
|  |                                                                    |
|  | \| \| Leptoceratopsidae \| \| \| \| \| \| Coronosauria \| \| \| \| |
|  |                                                                    |
|  | Leptoceratopsidae                                                  |
|  |                                                                    |
|  | Coronosauria                                                       |
|  |                                                                    |

|  | Leptoceratopsidae |
|  |                   |
|  | Coronosauria      |
|  |                   |

|  | Auroraceratops |
|  |                |
|  | Yamaceratops   |
|  |                |

|  | Helioceratops   |
|  |                 |
|  | Archaeoceratops |
|  |                 |

|  | Koreaceratops                                                      |
|  |                                                                    |
|  | \| \| Leptoceratopsidae \| \| \| \| \| \| Coronosauria \| \| \| \| |
|  |                                                                    |
|  | Leptoceratopsidae                                                  |
|  |                                                                    |
|  | Coronosauria                                                       |
|  |                                                                    |

|  | Leptoceratopsidae |
|  |                   |
|  | Coronosauria      |
|  |                   |

|  | Helioceratops   |
|  |                 |
|  | Archaeoceratops |
|  |                 |

|  | Koreaceratops                                                      |
|  |                                                                    |
|  | \| \| Leptoceratopsidae \| \| \| \| \| \| Coronosauria \| \| \| \| |
|  |                                                                    |
|  | Leptoceratopsidae                                                  |
|  |                                                                    |
|  | Coronosauria                                                       |
|  |                                                                    |

|  | Leptoceratopsidae |
|  |                   |
|  | Coronosauria      |
|  |                   |

|  | Auroraceratops |
|  |                |
|  | Yamaceratops   |
|  |                |

|  | Helioceratops   |
|  |                 |
|  | Archaeoceratops |
|  |                 |

|  | Koreaceratops                                                      |
|  |                                                                    |
|  | \| \| Leptoceratopsidae \| \| \| \| \| \| Coronosauria \| \| \| \| |
|  |                                                                    |
|  | Leptoceratopsidae                                                  |
|  |                                                                    |
|  | Coronosauria                                                       |
|  |                                                                    |

|  | Leptoceratopsidae |
|  |                   |
|  | Coronosauria      |
|  |                   |

|  | Helioceratops   |
|  |                 |
|  | Archaeoceratops |
|  |                 |

|  | Koreaceratops                                                      |
|  |                                                                    |
|  | \| \| Leptoceratopsidae \| \| \| \| \| \| Coronosauria \| \| \| \| |
|  |                                                                    |
|  | Leptoceratopsidae                                                  |
|  |                                                                    |
|  | Coronosauria                                                       |
|  |                                                                    |

|  | Leptoceratopsidae |
|  |                   |
|  | Coronosauria      |
|  |                   |

|  | Xuanhuaceratops |
|  |                 |
|  | Chaoyangsaurus  |
|  |                 |

|  | P. sinensis     |
|  |                 |
|  | P. mongoliensis |
|  |                 |

|  | Auroraceratops |
|  |                |
|  | Yamaceratops   |
|  |                |

|  | Helioceratops   |
|  |                 |
|  | Archaeoceratops |
|  |                 |

|  | Koreaceratops                                                      |
|  |                                                                    |
|  | \| \| Leptoceratopsidae \| \| \| \| \| \| Coronosauria \| \| \| \| |
|  |                                                                    |
|  | Leptoceratopsidae                                                  |
|  |                                                                    |
|  | Coronosauria                                                       |
|  |                                                                    |

|  | Leptoceratopsidae |
|  |                   |
|  | Coronosauria      |
|  |                   |

|  | Helioceratops   |
|  |                 |
|  | Archaeoceratops |
|  |                 |

|  | Koreaceratops                                                      |
|  |                                                                    |
|  | \| \| Leptoceratopsidae \| \| \| \| \| \| Coronosauria \| \| \| \| |
|  |                                                                    |
|  | Leptoceratopsidae                                                  |
|  |                                                                    |
|  | Coronosauria                                                       |
|  |                                                                    |

|  | Leptoceratopsidae |
|  |                   |
|  | Coronosauria      |
|  |                   |

|  | Auroraceratops |
|  |                |
|  | Yamaceratops   |
|  |                |

|  | Helioceratops   |
|  |                 |
|  | Archaeoceratops |
|  |                 |

|  | Koreaceratops                                                      |
|  |                                                                    |
|  | \| \| Leptoceratopsidae \| \| \| \| \| \| Coronosauria \| \| \| \| |
|  |                                                                    |
|  | Leptoceratopsidae                                                  |
|  |                                                                    |
|  | Coronosauria                                                       |
|  |                                                                    |

|  | Leptoceratopsidae |
|  |                   |
|  | Coronosauria      |
|  |                   |

|  | Helioceratops   |
|  |                 |
|  | Archaeoceratops |
|  |                 |

|  | Koreaceratops                                                      |
|  |                                                                    |
|  | \| \| Leptoceratopsidae \| \| \| \| \| \| Coronosauria \| \| \| \| |
|  |                                                                    |
|  | Leptoceratopsidae                                                  |
|  |                                                                    |
|  | Coronosauria                                                       |
|  |                                                                    |

|  | Leptoceratopsidae |
|  |                   |
|  | Coronosauria      |
|  |                   |

|  | Auroraceratops |
|  |                |
|  | Yamaceratops   |
|  |                |

|  | Helioceratops   |
|  |                 |
|  | Archaeoceratops |
|  |                 |

|  | Koreaceratops                                                      |
|  |                                                                    |
|  | \| \| Leptoceratopsidae \| \| \| \| \| \| Coronosauria \| \| \| \| |
|  |                                                                    |
|  | Leptoceratopsidae                                                  |
|  |                                                                    |
|  | Coronosauria                                                       |
|  |                                                                    |

|  | Leptoceratopsidae |
|  |                   |
|  | Coronosauria      |
|  |                   |

|  | Helioceratops   |
|  |                 |
|  | Archaeoceratops |
|  |                 |

|  | Koreaceratops                                                      |
|  |                                                                    |
|  | \| \| Leptoceratopsidae \| \| \| \| \| \| Coronosauria \| \| \| \| |
|  |                                                                    |
|  | Leptoceratopsidae                                                  |
|  |                                                                    |
|  | Coronosauria                                                       |
|  |                                                                    |

|  | Leptoceratopsidae |
|  |                   |
|  | Coronosauria      |
|  |                   |

|  | Auroraceratops |
|  |                |
|  | Yamaceratops   |
|  |                |

|  | Helioceratops   |
|  |                 |
|  | Archaeoceratops |
|  |                 |

|  | Koreaceratops                                                      |
|  |                                                                    |
|  | \| \| Leptoceratopsidae \| \| \| \| \| \| Coronosauria \| \| \| \| |
|  |                                                                    |
|  | Leptoceratopsidae                                                  |
|  |                                                                    |
|  | Coronosauria                                                       |
|  |                                                                    |

|  | Leptoceratopsidae |
|  |                   |
|  | Coronosauria      |
|  |                   |

|  | Helioceratops   |
|  |                 |
|  | Archaeoceratops |
|  |                 |

|  | Koreaceratops                                                      |
|  |                                                                    |
|  | \| \| Leptoceratopsidae \| \| \| \| \| \| Coronosauria \| \| \| \| |
|  |                                                                    |
|  | Leptoceratopsidae                                                  |
|  |                                                                    |
|  | Coronosauria                                                       |
|  |                                                                    |

|  | Leptoceratopsidae |
|  |                   |
|  | Coronosauria      |
|  |                   |

|  | Auroraceratops |
|  |                |
|  | Yamaceratops   |
|  |                |

|  | Helioceratops   |
|  |                 |
|  | Archaeoceratops |
|  |                 |

|  | Koreaceratops                                                      |
|  |                                                                    |
|  | \| \| Leptoceratopsidae \| \| \| \| \| \| Coronosauria \| \| \| \| |
|  |                                                                    |
|  | Leptoceratopsidae                                                  |
|  |                                                                    |
|  | Coronosauria                                                       |
|  |                                                                    |

|  | Leptoceratopsidae |
|  |                   |
|  | Coronosauria      |
|  |                   |

|  | Helioceratops   |
|  |                 |
|  | Archaeoceratops |
|  |                 |

|  | Koreaceratops                                                      |
|  |                                                                    |
|  | \| \| Leptoceratopsidae \| \| \| \| \| \| Coronosauria \| \| \| \| |
|  |                                                                    |
|  | Leptoceratopsidae                                                  |
|  |                                                                    |
|  | Coronosauria                                                       |
|  |                                                                    |

|  | Leptoceratopsidae |
|  |                   |
|  | Coronosauria      |
|  |                   |

|  | Auroraceratops |
|  |                |
|  | Yamaceratops   |
|  |                |

|  | Helioceratops   |
|  |                 |
|  | Archaeoceratops |
|  |                 |

|  | Koreaceratops                                                      |
|  |                                                                    |
|  | \| \| Leptoceratopsidae \| \| \| \| \| \| Coronosauria \| \| \| \| |
|  |                                                                    |
|  | Leptoceratopsidae                                                  |
|  |                                                                    |
|  | Coronosauria                                                       |
|  |                                                                    |

|  | Leptoceratopsidae |
|  |                   |
|  | Coronosauria      |
|  |                   |

|  | Helioceratops   |
|  |                 |
|  | Archaeoceratops |
|  |                 |

|  | Koreaceratops                                                      |
|  |                                                                    |
|  | \| \| Leptoceratopsidae \| \| \| \| \| \| Coronosauria \| \| \| \| |
|  |                                                                    |
|  | Leptoceratopsidae                                                  |
|  |                                                                    |
|  | Coronosauria                                                       |
|  |                                                                    |

|  | Leptoceratopsidae |
|  |                   |
|  | Coronosauria      |
|  |                   |

|  | Auroraceratops |
|  |                |
|  | Yamaceratops   |
|  |                |

|  | Helioceratops   |
|  |                 |
|  | Archaeoceratops |
|  |                 |

|  | Koreaceratops                                                      |
|  |                                                                    |
|  | \| \| Leptoceratopsidae \| \| \| \| \| \| Coronosauria \| \| \| \| |
|  |                                                                    |
|  | Leptoceratopsidae                                                  |
|  |                                                                    |
|  | Coronosauria                                                       |
|  |                                                                    |

|  | Leptoceratopsidae |
|  |                   |
|  | Coronosauria      |
|  |                   |

|  | Helioceratops   |
|  |                 |
|  | Archaeoceratops |
|  |                 |

|  | Koreaceratops                                                      |
|  |                                                                    |
|  | \| \| Leptoceratopsidae \| \| \| \| \| \| Coronosauria \| \| \| \| |
|  |                                                                    |
|  | Leptoceratopsidae                                                  |
|  |                                                                    |
|  | Coronosauria                                                       |
|  |                                                                    |

|  | Leptoceratopsidae |
|  |                   |
|  | Coronosauria      |
|  |                   |

|  | Auroraceratops |
|  |                |
|  | Yamaceratops   |
|  |                |

|  | Helioceratops   |
|  |                 |
|  | Archaeoceratops |
|  |                 |

|  | Koreaceratops                                                      |
|  |                                                                    |
|  | \| \| Leptoceratopsidae \| \| \| \| \| \| Coronosauria \| \| \| \| |
|  |                                                                    |
|  | Leptoceratopsidae                                                  |
|  |                                                                    |
|  | Coronosauria                                                       |
|  |                                                                    |

|  | Leptoceratopsidae |
|  |                   |
|  | Coronosauria      |
|  |                   |

|  | Helioceratops   |
|  |                 |
|  | Archaeoceratops |
|  |                 |

|  | Koreaceratops                                                      |
|  |                                                                    |
|  | \| \| Leptoceratopsidae \| \| \| \| \| \| Coronosauria \| \| \| \| |
|  |                                                                    |
|  | Leptoceratopsidae                                                  |
|  |                                                                    |
|  | Coronosauria                                                       |
|  |                                                                    |

|  | Leptoceratopsidae |
|  |                   |
|  | Coronosauria      |
|  |                   |

|  | P. sinensis     |
|  |                 |
|  | P. mongoliensis |
|  |                 |

|  | Auroraceratops |
|  |                |
|  | Yamaceratops   |
|  |                |

|  | Helioceratops   |
|  |                 |
|  | Archaeoceratops |
|  |                 |

|  | Koreaceratops                                                      |
|  |                                                                    |
|  | \| \| Leptoceratopsidae \| \| \| \| \| \| Coronosauria \| \| \| \| |
|  |                                                                    |
|  | Leptoceratopsidae                                                  |
|  |                                                                    |
|  | Coronosauria                                                       |
|  |                                                                    |

|  | Leptoceratopsidae |
|  |                   |
|  | Coronosauria      |
|  |                   |

|  | Helioceratops   |
|  |                 |
|  | Archaeoceratops |
|  |                 |

|  | Koreaceratops                                                      |
|  |                                                                    |
|  | \| \| Leptoceratopsidae \| \| \| \| \| \| Coronosauria \| \| \| \| |
|  |                                                                    |
|  | Leptoceratopsidae                                                  |
|  |                                                                    |
|  | Coronosauria                                                       |
|  |                                                                    |

|  | Leptoceratopsidae |
|  |                   |
|  | Coronosauria      |
|  |                   |

|  | Auroraceratops |
|  |                |
|  | Yamaceratops   |
|  |                |

|  | Helioceratops   |
|  |                 |
|  | Archaeoceratops |
|  |                 |

|  | Koreaceratops                                                      |
|  |                                                                    |
|  | \| \| Leptoceratopsidae \| \| \| \| \| \| Coronosauria \| \| \| \| |
|  |                                                                    |
|  | Leptoceratopsidae                                                  |
|  |                                                                    |
|  | Coronosauria                                                       |
|  |                                                                    |

|  | Leptoceratopsidae |
|  |                   |
|  | Coronosauria      |
|  |                   |

|  | Helioceratops   |
|  |                 |
|  | Archaeoceratops |
|  |                 |

|  | Koreaceratops                                                      |
|  |                                                                    |
|  | \| \| Leptoceratopsidae \| \| \| \| \| \| Coronosauria \| \| \| \| |
|  |                                                                    |
|  | Leptoceratopsidae                                                  |
|  |                                                                    |
|  | Coronosauria                                                       |
|  |                                                                    |

|  | Leptoceratopsidae |
|  |                   |
|  | Coronosauria      |
|  |                   |

|  | Auroraceratops |
|  |                |
|  | Yamaceratops   |
|  |                |

|  | Helioceratops   |
|  |                 |
|  | Archaeoceratops |
|  |                 |

|  | Koreaceratops                                                      |
|  |                                                                    |
|  | \| \| Leptoceratopsidae \| \| \| \| \| \| Coronosauria \| \| \| \| |
|  |                                                                    |
|  | Leptoceratopsidae                                                  |
|  |                                                                    |
|  | Coronosauria                                                       |
|  |                                                                    |

|  | Leptoceratopsidae |
|  |                   |
|  | Coronosauria      |
|  |                   |

|  | Helioceratops   |
|  |                 |
|  | Archaeoceratops |
|  |                 |

|  | Koreaceratops                                                      |
|  |                                                                    |
|  | \| \| Leptoceratopsidae \| \| \| \| \| \| Coronosauria \| \| \| \| |
|  |                                                                    |
|  | Leptoceratopsidae                                                  |
|  |                                                                    |
|  | Coronosauria                                                       |
|  |                                                                    |

|  | Leptoceratopsidae |
|  |                   |
|  | Coronosauria      |
|  |                   |

|  | Auroraceratops |
|  |                |
|  | Yamaceratops   |
|  |                |

|  | Helioceratops   |
|  |                 |
|  | Archaeoceratops |
|  |                 |

|  | Koreaceratops                                                      |
|  |                                                                    |
|  | \| \| Leptoceratopsidae \| \| \| \| \| \| Coronosauria \| \| \| \| |
|  |                                                                    |
|  | Leptoceratopsidae                                                  |
|  |                                                                    |
|  | Coronosauria                                                       |
|  |                                                                    |

|  | Leptoceratopsidae |
|  |                   |
|  | Coronosauria      |
|  |                   |

|  | Helioceratops   |
|  |                 |
|  | Archaeoceratops |
|  |                 |

|  | Koreaceratops                                                      |
|  |                                                                    |
|  | \| \| Leptoceratopsidae \| \| \| \| \| \| Coronosauria \| \| \| \| |
|  |                                                                    |
|  | Leptoceratopsidae                                                  |
|  |                                                                    |
|  | Coronosauria                                                       |
|  |                                                                    |

|  | Leptoceratopsidae |
|  |                   |
|  | Coronosauria      |
|  |                   |

|  | Auroraceratops |
|  |                |
|  | Yamaceratops   |
|  |                |

|  | Helioceratops   |
|  |                 |
|  | Archaeoceratops |
|  |                 |

|  | Koreaceratops                                                      |
|  |                                                                    |
|  | \| \| Leptoceratopsidae \| \| \| \| \| \| Coronosauria \| \| \| \| |
|  |                                                                    |
|  | Leptoceratopsidae                                                  |
|  |                                                                    |
|  | Coronosauria                                                       |
|  |                                                                    |

|  | Leptoceratopsidae |
|  |                   |
|  | Coronosauria      |
|  |                   |

|  | Helioceratops   |
|  |                 |
|  | Archaeoceratops |
|  |                 |

|  | Koreaceratops                                                      |
|  |                                                                    |
|  | \| \| Leptoceratopsidae \| \| \| \| \| \| Coronosauria \| \| \| \| |
|  |                                                                    |
|  | Leptoceratopsidae                                                  |
|  |                                                                    |
|  | Coronosauria                                                       |
|  |                                                                    |

|  | Leptoceratopsidae |
|  |                   |
|  | Coronosauria      |
|  |                   |

|  | Auroraceratops |
|  |                |
|  | Yamaceratops   |
|  |                |

|  | Helioceratops   |
|  |                 |
|  | Archaeoceratops |
|  |                 |

|  | Koreaceratops                                                      |
|  |                                                                    |
|  | \| \| Leptoceratopsidae \| \| \| \| \| \| Coronosauria \| \| \| \| |
|  |                                                                    |
|  | Leptoceratopsidae                                                  |
|  |                                                                    |
|  | Coronosauria                                                       |
|  |                                                                    |

|  | Leptoceratopsidae |
|  |                   |
|  | Coronosauria      |
|  |                   |

|  | Helioceratops   |
|  |                 |
|  | Archaeoceratops |
|  |                 |

|  | Koreaceratops                                                      |
|  |                                                                    |
|  | \| \| Leptoceratopsidae \| \| \| \| \| \| Coronosauria \| \| \| \| |
|  |                                                                    |
|  | Leptoceratopsidae                                                  |
|  |                                                                    |
|  | Coronosauria                                                       |
|  |                                                                    |

|  | Leptoceratopsidae |
|  |                   |
|  | Coronosauria      |
|  |                   |

|  | Auroraceratops |
|  |                |
|  | Yamaceratops   |
|  |                |

|  | Helioceratops   |
|  |                 |
|  | Archaeoceratops |
|  |                 |

|  | Koreaceratops                                                      |
|  |                                                                    |
|  | \| \| Leptoceratopsidae \| \| \| \| \| \| Coronosauria \| \| \| \| |
|  |                                                                    |
|  | Leptoceratopsidae                                                  |
|  |                                                                    |
|  | Coronosauria                                                       |
|  |                                                                    |

|  | Leptoceratopsidae |
|  |                   |
|  | Coronosauria      |
|  |                   |

|  | Helioceratops   |
|  |                 |
|  | Archaeoceratops |
|  |                 |

|  | Koreaceratops                                                      |
|  |                                                                    |
|  | \| \| Leptoceratopsidae \| \| \| \| \| \| Coronosauria \| \| \| \| |
|  |                                                                    |
|  | Leptoceratopsidae                                                  |
|  |                                                                    |
|  | Coronosauria                                                       |
|  |                                                                    |

|  | Leptoceratopsidae |
|  |                   |
|  | Coronosauria      |
|  |                   |

|  | Auroraceratops |
|  |                |
|  | Yamaceratops   |
|  |                |

|  | Helioceratops   |
|  |                 |
|  | Archaeoceratops |
|  |                 |

|  | Koreaceratops                                                      |
|  |                                                                    |
|  | \| \| Leptoceratopsidae \| \| \| \| \| \| Coronosauria \| \| \| \| |
|  |                                                                    |
|  | Leptoceratopsidae                                                  |
|  |                                                                    |
|  | Coronosauria                                                       |
|  |                                                                    |

|  | Leptoceratopsidae |
|  |                   |
|  | Coronosauria      |
|  |                   |

|  | Helioceratops   |
|  |                 |
|  | Archaeoceratops |
|  |                 |

|  | Koreaceratops                                                      |
|  |                                                                    |
|  | \| \| Leptoceratopsidae \| \| \| \| \| \| Coronosauria \| \| \| \| |
|  |                                                                    |
|  | Leptoceratopsidae                                                  |
|  |                                                                    |
|  | Coronosauria                                                       |
|  |                                                                    |

|  | Leptoceratopsidae |
|  |                   |
|  | Coronosauria      |
|  |                   |

|  | Xuanhuaceratops |
|  |                 |
|  | Chaoyangsaurus  |
|  |                 |

|  | P. sinensis     |
|  |                 |
|  | P. mongoliensis |
|  |                 |

|  | Auroraceratops |
|  |                |
|  | Yamaceratops   |
|  |                |

|  | Helioceratops   |
|  |                 |
|  | Archaeoceratops |
|  |                 |

|  | Koreaceratops                                                      |
|  |                                                                    |
|  | \| \| Leptoceratopsidae \| \| \| \| \| \| Coronosauria \| \| \| \| |
|  |                                                                    |
|  | Leptoceratopsidae                                                  |
|  |                                                                    |
|  | Coronosauria                                                       |
|  |                                                                    |

|  | Leptoceratopsidae |
|  |                   |
|  | Coronosauria      |
|  |                   |

|  | Helioceratops   |
|  |                 |
|  | Archaeoceratops |
|  |                 |

|  | Koreaceratops                                                      |
|  |                                                                    |
|  | \| \| Leptoceratopsidae \| \| \| \| \| \| Coronosauria \| \| \| \| |
|  |                                                                    |
|  | Leptoceratopsidae                                                  |
|  |                                                                    |
|  | Coronosauria                                                       |
|  |                                                                    |

|  | Leptoceratopsidae |
|  |                   |
|  | Coronosauria      |
|  |                   |

|  | Auroraceratops |
|  |                |
|  | Yamaceratops   |
|  |                |

|  | Helioceratops   |
|  |                 |
|  | Archaeoceratops |
|  |                 |

|  | Koreaceratops                                                      |
|  |                                                                    |
|  | \| \| Leptoceratopsidae \| \| \| \| \| \| Coronosauria \| \| \| \| |
|  |                                                                    |
|  | Leptoceratopsidae                                                  |
|  |                                                                    |
|  | Coronosauria                                                       |
|  |                                                                    |

|  | Leptoceratopsidae |
|  |                   |
|  | Coronosauria      |
|  |                   |

|  | Helioceratops   |
|  |                 |
|  | Archaeoceratops |
|  |                 |

|  | Koreaceratops                                                      |
|  |                                                                    |
|  | \| \| Leptoceratopsidae \| \| \| \| \| \| Coronosauria \| \| \| \| |
|  |                                                                    |
|  | Leptoceratopsidae                                                  |
|  |                                                                    |
|  | Coronosauria                                                       |
|  |                                                                    |

|  | Leptoceratopsidae |
|  |                   |
|  | Coronosauria      |
|  |                   |

|  | Auroraceratops |
|  |                |
|  | Yamaceratops   |
|  |                |

|  | Helioceratops   |
|  |                 |
|  | Archaeoceratops |
|  |                 |

|  | Koreaceratops                                                      |
|  |                                                                    |
|  | \| \| Leptoceratopsidae \| \| \| \| \| \| Coronosauria \| \| \| \| |
|  |                                                                    |
|  | Leptoceratopsidae                                                  |
|  |                                                                    |
|  | Coronosauria                                                       |
|  |                                                                    |

|  | Leptoceratopsidae |
|  |                   |
|  | Coronosauria      |
|  |                   |

|  | Helioceratops   |
|  |                 |
|  | Archaeoceratops |
|  |                 |

|  | Koreaceratops                                                      |
|  |                                                                    |
|  | \| \| Leptoceratopsidae \| \| \| \| \| \| Coronosauria \| \| \| \| |
|  |                                                                    |
|  | Leptoceratopsidae                                                  |
|  |                                                                    |
|  | Coronosauria                                                       |
|  |                                                                    |

|  | Leptoceratopsidae |
|  |                   |
|  | Coronosauria      |
|  |                   |

|  | Auroraceratops |
|  |                |
|  | Yamaceratops   |
|  |                |

|  | Helioceratops   |
|  |                 |
|  | Archaeoceratops |
|  |                 |

|  | Koreaceratops                                                      |
|  |                                                                    |
|  | \| \| Leptoceratopsidae \| \| \| \| \| \| Coronosauria \| \| \| \| |
|  |                                                                    |
|  | Leptoceratopsidae                                                  |
|  |                                                                    |
|  | Coronosauria                                                       |
|  |                                                                    |

|  | Leptoceratopsidae |
|  |                   |
|  | Coronosauria      |
|  |                   |

|  | Helioceratops   |
|  |                 |
|  | Archaeoceratops |
|  |                 |

|  | Koreaceratops                                                      |
|  |                                                                    |
|  | \| \| Leptoceratopsidae \| \| \| \| \| \| Coronosauria \| \| \| \| |
|  |                                                                    |
|  | Leptoceratopsidae                                                  |
|  |                                                                    |
|  | Coronosauria                                                       |
|  |                                                                    |

|  | Leptoceratopsidae |
|  |                   |
|  | Coronosauria      |
|  |                   |

|  | Auroraceratops |
|  |                |
|  | Yamaceratops   |
|  |                |

|  | Helioceratops   |
|  |                 |
|  | Archaeoceratops |
|  |                 |

|  | Koreaceratops                                                      |
|  |                                                                    |
|  | \| \| Leptoceratopsidae \| \| \| \| \| \| Coronosauria \| \| \| \| |
|  |                                                                    |
|  | Leptoceratopsidae                                                  |
|  |                                                                    |
|  | Coronosauria                                                       |
|  |                                                                    |

|  | Leptoceratopsidae |
|  |                   |
|  | Coronosauria      |
|  |                   |

|  | Helioceratops   |
|  |                 |
|  | Archaeoceratops |
|  |                 |

|  | Koreaceratops                                                      |
|  |                                                                    |
|  | \| \| Leptoceratopsidae \| \| \| \| \| \| Coronosauria \| \| \| \| |
|  |                                                                    |
|  | Leptoceratopsidae                                                  |
|  |                                                                    |
|  | Coronosauria                                                       |
|  |                                                                    |

|  | Leptoceratopsidae |
|  |                   |
|  | Coronosauria      |
|  |                   |

|  | Auroraceratops |
|  |                |
|  | Yamaceratops   |
|  |                |

|  | Helioceratops   |
|  |                 |
|  | Archaeoceratops |
|  |                 |

|  | Koreaceratops                                                      |
|  |                                                                    |
|  | \| \| Leptoceratopsidae \| \| \| \| \| \| Coronosauria \| \| \| \| |
|  |                                                                    |
|  | Leptoceratopsidae                                                  |
|  |                                                                    |
|  | Coronosauria                                                       |
|  |                                                                    |

|  | Leptoceratopsidae |
|  |                   |
|  | Coronosauria      |
|  |                   |

|  | Helioceratops   |
|  |                 |
|  | Archaeoceratops |
|  |                 |

|  | Koreaceratops                                                      |
|  |                                                                    |
|  | \| \| Leptoceratopsidae \| \| \| \| \| \| Coronosauria \| \| \| \| |
|  |                                                                    |
|  | Leptoceratopsidae                                                  |
|  |                                                                    |
|  | Coronosauria                                                       |
|  |                                                                    |

|  | Leptoceratopsidae |
|  |                   |
|  | Coronosauria      |
|  |                   |

|  | Auroraceratops |
|  |                |
|  | Yamaceratops   |
|  |                |

|  | Helioceratops   |
|  |                 |
|  | Archaeoceratops |
|  |                 |

|  | Koreaceratops                                                      |
|  |                                                                    |
|  | \| \| Leptoceratopsidae \| \| \| \| \| \| Coronosauria \| \| \| \| |
|  |                                                                    |
|  | Leptoceratopsidae                                                  |
|  |                                                                    |
|  | Coronosauria                                                       |
|  |                                                                    |

|  | Leptoceratopsidae |
|  |                   |
|  | Coronosauria      |
|  |                   |

|  | Helioceratops   |
|  |                 |
|  | Archaeoceratops |
|  |                 |

|  | Koreaceratops                                                      |
|  |                                                                    |
|  | \| \| Leptoceratopsidae \| \| \| \| \| \| Coronosauria \| \| \| \| |
|  |                                                                    |
|  | Leptoceratopsidae                                                  |
|  |                                                                    |
|  | Coronosauria                                                       |
|  |                                                                    |

|  | Leptoceratopsidae |
|  |                   |
|  | Coronosauria      |
|  |                   |

|  | Auroraceratops |
|  |                |
|  | Yamaceratops   |
|  |                |

|  | Helioceratops   |
|  |                 |
|  | Archaeoceratops |
|  |                 |

|  | Koreaceratops                                                      |
|  |                                                                    |
|  | \| \| Leptoceratopsidae \| \| \| \| \| \| Coronosauria \| \| \| \| |
|  |                                                                    |
|  | Leptoceratopsidae                                                  |
|  |                                                                    |
|  | Coronosauria                                                       |
|  |                                                                    |

|  | Leptoceratopsidae |
|  |                   |
|  | Coronosauria      |
|  |                   |

|  | Helioceratops   |
|  |                 |
|  | Archaeoceratops |
|  |                 |

|  | Koreaceratops                                                      |
|  |                                                                    |
|  | \| \| Leptoceratopsidae \| \| \| \| \| \| Coronosauria \| \| \| \| |
|  |                                                                    |
|  | Leptoceratopsidae                                                  |
|  |                                                                    |
|  | Coronosauria                                                       |
|  |                                                                    |

|  | Leptoceratopsidae |
|  |                   |
|  | Coronosauria      |
|  |                   |

|  | P. sinensis     |
|  |                 |
|  | P. mongoliensis |
|  |                 |

|  | Auroraceratops |
|  |                |
|  | Yamaceratops   |
|  |                |

|  | Helioceratops   |
|  |                 |
|  | Archaeoceratops |
|  |                 |

|  | Koreaceratops                                                      |
|  |                                                                    |
|  | \| \| Leptoceratopsidae \| \| \| \| \| \| Coronosauria \| \| \| \| |
|  |                                                                    |
|  | Leptoceratopsidae                                                  |
|  |                                                                    |
|  | Coronosauria                                                       |
|  |                                                                    |

|  | Leptoceratopsidae |
|  |                   |
|  | Coronosauria      |
|  |                   |

|  | Helioceratops   |
|  |                 |
|  | Archaeoceratops |
|  |                 |

|  | Koreaceratops                                                      |
|  |                                                                    |
|  | \| \| Leptoceratopsidae \| \| \| \| \| \| Coronosauria \| \| \| \| |
|  |                                                                    |
|  | Leptoceratopsidae                                                  |
|  |                                                                    |
|  | Coronosauria                                                       |
|  |                                                                    |

|  | Leptoceratopsidae |
|  |                   |
|  | Coronosauria      |
|  |                   |

|  | Auroraceratops |
|  |                |
|  | Yamaceratops   |
|  |                |

|  | Helioceratops   |
|  |                 |
|  | Archaeoceratops |
|  |                 |

|  | Koreaceratops                                                      |
|  |                                                                    |
|  | \| \| Leptoceratopsidae \| \| \| \| \| \| Coronosauria \| \| \| \| |
|  |                                                                    |
|  | Leptoceratopsidae                                                  |
|  |                                                                    |
|  | Coronosauria                                                       |
|  |                                                                    |

|  | Leptoceratopsidae |
|  |                   |
|  | Coronosauria      |
|  |                   |

|  | Helioceratops   |
|  |                 |
|  | Archaeoceratops |
|  |                 |

|  | Koreaceratops                                                      |
|  |                                                                    |
|  | \| \| Leptoceratopsidae \| \| \| \| \| \| Coronosauria \| \| \| \| |
|  |                                                                    |
|  | Leptoceratopsidae                                                  |
|  |                                                                    |
|  | Coronosauria                                                       |
|  |                                                                    |

|  | Leptoceratopsidae |
|  |                   |
|  | Coronosauria      |
|  |                   |

|  | Auroraceratops |
|  |                |
|  | Yamaceratops   |
|  |                |

|  | Helioceratops   |
|  |                 |
|  | Archaeoceratops |
|  |                 |

|  | Koreaceratops                                                      |
|  |                                                                    |
|  | \| \| Leptoceratopsidae \| \| \| \| \| \| Coronosauria \| \| \| \| |
|  |                                                                    |
|  | Leptoceratopsidae                                                  |
|  |                                                                    |
|  | Coronosauria                                                       |
|  |                                                                    |

|  | Leptoceratopsidae |
|  |                   |
|  | Coronosauria      |
|  |                   |

|  | Helioceratops   |
|  |                 |
|  | Archaeoceratops |
|  |                 |

|  | Koreaceratops                                                      |
|  |                                                                    |
|  | \| \| Leptoceratopsidae \| \| \| \| \| \| Coronosauria \| \| \| \| |
|  |                                                                    |
|  | Leptoceratopsidae                                                  |
|  |                                                                    |
|  | Coronosauria                                                       |
|  |                                                                    |

|  | Leptoceratopsidae |
|  |                   |
|  | Coronosauria      |
|  |                   |

|  | Auroraceratops |
|  |                |
|  | Yamaceratops   |
|  |                |

|  | Helioceratops   |
|  |                 |
|  | Archaeoceratops |
|  |                 |

|  | Koreaceratops                                                      |
|  |                                                                    |
|  | \| \| Leptoceratopsidae \| \| \| \| \| \| Coronosauria \| \| \| \| |
|  |                                                                    |
|  | Leptoceratopsidae                                                  |
|  |                                                                    |
|  | Coronosauria                                                       |
|  |                                                                    |

|  | Leptoceratopsidae |
|  |                   |
|  | Coronosauria      |
|  |                   |

|  | Helioceratops   |
|  |                 |
|  | Archaeoceratops |
|  |                 |

|  | Koreaceratops                                                      |
|  |                                                                    |
|  | \| \| Leptoceratopsidae \| \| \| \| \| \| Coronosauria \| \| \| \| |
|  |                                                                    |
|  | Leptoceratopsidae                                                  |
|  |                                                                    |
|  | Coronosauria                                                       |
|  |                                                                    |

|  | Leptoceratopsidae |
|  |                   |
|  | Coronosauria      |
|  |                   |

|  | Auroraceratops |
|  |                |
|  | Yamaceratops   |
|  |                |

|  | Helioceratops   |
|  |                 |
|  | Archaeoceratops |
|  |                 |

|  | Koreaceratops                                                      |
|  |                                                                    |
|  | \| \| Leptoceratopsidae \| \| \| \| \| \| Coronosauria \| \| \| \| |
|  |                                                                    |
|  | Leptoceratopsidae                                                  |
|  |                                                                    |
|  | Coronosauria                                                       |
|  |                                                                    |

|  | Leptoceratopsidae |
|  |                   |
|  | Coronosauria      |
|  |                   |

|  | Helioceratops   |
|  |                 |
|  | Archaeoceratops |
|  |                 |

|  | Koreaceratops                                                      |
|  |                                                                    |
|  | \| \| Leptoceratopsidae \| \| \| \| \| \| Coronosauria \| \| \| \| |
|  |                                                                    |
|  | Leptoceratopsidae                                                  |
|  |                                                                    |
|  | Coronosauria                                                       |
|  |                                                                    |

|  | Leptoceratopsidae |
|  |                   |
|  | Coronosauria      |
|  |                   |

|  | Auroraceratops |
|  |                |
|  | Yamaceratops   |
|  |                |

|  | Helioceratops   |
|  |                 |
|  | Archaeoceratops |
|  |                 |

|  | Koreaceratops                                                      |
|  |                                                                    |
|  | \| \| Leptoceratopsidae \| \| \| \| \| \| Coronosauria \| \| \| \| |
|  |                                                                    |
|  | Leptoceratopsidae                                                  |
|  |                                                                    |
|  | Coronosauria                                                       |
|  |                                                                    |

|  | Leptoceratopsidae |
|  |                   |
|  | Coronosauria      |
|  |                   |

|  | Helioceratops   |
|  |                 |
|  | Archaeoceratops |
|  |                 |

|  | Koreaceratops                                                      |
|  |                                                                    |
|  | \| \| Leptoceratopsidae \| \| \| \| \| \| Coronosauria \| \| \| \| |
|  |                                                                    |
|  | Leptoceratopsidae                                                  |
|  |                                                                    |
|  | Coronosauria                                                       |
|  |                                                                    |

|  | Leptoceratopsidae |
|  |                   |
|  | Coronosauria      |
|  |                   |

|  | Auroraceratops |
|  |                |
|  | Yamaceratops   |
|  |                |

|  | Helioceratops   |
|  |                 |
|  | Archaeoceratops |
|  |                 |

|  | Koreaceratops                                                      |
|  |                                                                    |
|  | \| \| Leptoceratopsidae \| \| \| \| \| \| Coronosauria \| \| \| \| |
|  |                                                                    |
|  | Leptoceratopsidae                                                  |
|  |                                                                    |
|  | Coronosauria                                                       |
|  |                                                                    |

|  | Leptoceratopsidae |
|  |                   |
|  | Coronosauria      |
|  |                   |

|  | Helioceratops   |
|  |                 |
|  | Archaeoceratops |
|  |                 |

|  | Koreaceratops                                                      |
|  |                                                                    |
|  | \| \| Leptoceratopsidae \| \| \| \| \| \| Coronosauria \| \| \| \| |
|  |                                                                    |
|  | Leptoceratopsidae                                                  |
|  |                                                                    |
|  | Coronosauria                                                       |
|  |                                                                    |

|  | Leptoceratopsidae |
|  |                   |
|  | Coronosauria      |
|  |                   |

|  | Auroraceratops |
|  |                |
|  | Yamaceratops   |
|  |                |

|  | Helioceratops   |
|  |                 |
|  | Archaeoceratops |
|  |                 |

|  | Koreaceratops                                                      |
|  |                                                                    |
|  | \| \| Leptoceratopsidae \| \| \| \| \| \| Coronosauria \| \| \| \| |
|  |                                                                    |
|  | Leptoceratopsidae                                                  |
|  |                                                                    |
|  | Coronosauria                                                       |
|  |                                                                    |

|  | Leptoceratopsidae |
|  |                   |
|  | Coronosauria      |
|  |                   |

|  | Helioceratops   |
|  |                 |
|  | Archaeoceratops |
|  |                 |

|  | Koreaceratops                                                      |
|  |                                                                    |
|  | \| \| Leptoceratopsidae \| \| \| \| \| \| Coronosauria \| \| \| \| |
|  |                                                                    |
|  | Leptoceratopsidae                                                  |
|  |                                                                    |
|  | Coronosauria                                                       |
|  |                                                                    |

|  | Leptoceratopsidae |
|  |                   |
|  | Coronosauria      |
|  |                   |

|  | Xuanhuaceratops |
|  |                 |
|  | Chaoyangsaurus  |
|  |                 |

|  | P. sinensis     |
|  |                 |
|  | P. mongoliensis |
|  |                 |

|  | Auroraceratops |
|  |                |
|  | Yamaceratops   |
|  |                |

|  | Helioceratops   |
|  |                 |
|  | Archaeoceratops |
|  |                 |

|  | Koreaceratops                                                      |
|  |                                                                    |
|  | \| \| Leptoceratopsidae \| \| \| \| \| \| Coronosauria \| \| \| \| |
|  |                                                                    |
|  | Leptoceratopsidae                                                  |
|  |                                                                    |
|  | Coronosauria                                                       |
|  |                                                                    |

|  | Leptoceratopsidae |
|  |                   |
|  | Coronosauria      |
|  |                   |

|  | Helioceratops   |
|  |                 |
|  | Archaeoceratops |
|  |                 |

|  | Koreaceratops                                                      |
|  |                                                                    |
|  | \| \| Leptoceratopsidae \| \| \| \| \| \| Coronosauria \| \| \| \| |
|  |                                                                    |
|  | Leptoceratopsidae                                                  |
|  |                                                                    |
|  | Coronosauria                                                       |
|  |                                                                    |

|  | Leptoceratopsidae |
|  |                   |
|  | Coronosauria      |
|  |                   |

|  | Auroraceratops |
|  |                |
|  | Yamaceratops   |
|  |                |

|  | Helioceratops   |
|  |                 |
|  | Archaeoceratops |
|  |                 |

|  | Koreaceratops                                                      |
|  |                                                                    |
|  | \| \| Leptoceratopsidae \| \| \| \| \| \| Coronosauria \| \| \| \| |
|  |                                                                    |
|  | Leptoceratopsidae                                                  |
|  |                                                                    |
|  | Coronosauria                                                       |
|  |                                                                    |

|  | Leptoceratopsidae |
|  |                   |
|  | Coronosauria      |
|  |                   |

|  | Helioceratops   |
|  |                 |
|  | Archaeoceratops |
|  |                 |

|  | Koreaceratops                                                      |
|  |                                                                    |
|  | \| \| Leptoceratopsidae \| \| \| \| \| \| Coronosauria \| \| \| \| |
|  |                                                                    |
|  | Leptoceratopsidae                                                  |
|  |                                                                    |
|  | Coronosauria                                                       |
|  |                                                                    |

|  | Leptoceratopsidae |
|  |                   |
|  | Coronosauria      |
|  |                   |

|  | Auroraceratops |
|  |                |
|  | Yamaceratops   |
|  |                |

|  | Helioceratops   |
|  |                 |
|  | Archaeoceratops |
|  |                 |

|  | Koreaceratops                                                      |
|  |                                                                    |
|  | \| \| Leptoceratopsidae \| \| \| \| \| \| Coronosauria \| \| \| \| |
|  |                                                                    |
|  | Leptoceratopsidae                                                  |
|  |                                                                    |
|  | Coronosauria                                                       |
|  |                                                                    |

|  | Leptoceratopsidae |
|  |                   |
|  | Coronosauria      |
|  |                   |

|  | Helioceratops   |
|  |                 |
|  | Archaeoceratops |
|  |                 |

|  | Koreaceratops                                                      |
|  |                                                                    |
|  | \| \| Leptoceratopsidae \| \| \| \| \| \| Coronosauria \| \| \| \| |
|  |                                                                    |
|  | Leptoceratopsidae                                                  |
|  |                                                                    |
|  | Coronosauria                                                       |
|  |                                                                    |

|  | Leptoceratopsidae |
|  |                   |
|  | Coronosauria      |
|  |                   |

|  | Auroraceratops |
|  |                |
|  | Yamaceratops   |
|  |                |

|  | Helioceratops   |
|  |                 |
|  | Archaeoceratops |
|  |                 |

|  | Koreaceratops                                                      |
|  |                                                                    |
|  | \| \| Leptoceratopsidae \| \| \| \| \| \| Coronosauria \| \| \| \| |
|  |                                                                    |
|  | Leptoceratopsidae                                                  |
|  |                                                                    |
|  | Coronosauria                                                       |
|  |                                                                    |

|  | Leptoceratopsidae |
|  |                   |
|  | Coronosauria      |
|  |                   |

|  | Helioceratops   |
|  |                 |
|  | Archaeoceratops |
|  |                 |

|  | Koreaceratops                                                      |
|  |                                                                    |
|  | \| \| Leptoceratopsidae \| \| \| \| \| \| Coronosauria \| \| \| \| |
|  |                                                                    |
|  | Leptoceratopsidae                                                  |
|  |                                                                    |
|  | Coronosauria                                                       |
|  |                                                                    |

|  | Leptoceratopsidae |
|  |                   |
|  | Coronosauria      |
|  |                   |

|  | Auroraceratops |
|  |                |
|  | Yamaceratops   |
|  |                |

|  | Helioceratops   |
|  |                 |
|  | Archaeoceratops |
|  |                 |

|  | Koreaceratops                                                      |
|  |                                                                    |
|  | \| \| Leptoceratopsidae \| \| \| \| \| \| Coronosauria \| \| \| \| |
|  |                                                                    |
|  | Leptoceratopsidae                                                  |
|  |                                                                    |
|  | Coronosauria                                                       |
|  |                                                                    |

|  | Leptoceratopsidae |
|  |                   |
|  | Coronosauria      |
|  |                   |

|  | Helioceratops   |
|  |                 |
|  | Archaeoceratops |
|  |                 |

|  | Koreaceratops                                                      |
|  |                                                                    |
|  | \| \| Leptoceratopsidae \| \| \| \| \| \| Coronosauria \| \| \| \| |
|  |                                                                    |
|  | Leptoceratopsidae                                                  |
|  |                                                                    |
|  | Coronosauria                                                       |
|  |                                                                    |

|  | Leptoceratopsidae |
|  |                   |
|  | Coronosauria      |
|  |                   |

|  | Auroraceratops |
|  |                |
|  | Yamaceratops   |
|  |                |

|  | Helioceratops   |
|  |                 |
|  | Archaeoceratops |
|  |                 |

|  | Koreaceratops                                                      |
|  |                                                                    |
|  | \| \| Leptoceratopsidae \| \| \| \| \| \| Coronosauria \| \| \| \| |
|  |                                                                    |
|  | Leptoceratopsidae                                                  |
|  |                                                                    |
|  | Coronosauria                                                       |
|  |                                                                    |

|  | Leptoceratopsidae |
|  |                   |
|  | Coronosauria      |
|  |                   |

|  | Helioceratops   |
|  |                 |
|  | Archaeoceratops |
|  |                 |

|  | Koreaceratops                                                      |
|  |                                                                    |
|  | \| \| Leptoceratopsidae \| \| \| \| \| \| Coronosauria \| \| \| \| |
|  |                                                                    |
|  | Leptoceratopsidae                                                  |
|  |                                                                    |
|  | Coronosauria                                                       |
|  |                                                                    |

|  | Leptoceratopsidae |
|  |                   |
|  | Coronosauria      |
|  |                   |

|  | Auroraceratops |
|  |                |
|  | Yamaceratops   |
|  |                |

|  | Helioceratops   |
|  |                 |
|  | Archaeoceratops |
|  |                 |

|  | Koreaceratops                                                      |
|  |                                                                    |
|  | \| \| Leptoceratopsidae \| \| \| \| \| \| Coronosauria \| \| \| \| |
|  |                                                                    |
|  | Leptoceratopsidae                                                  |
|  |                                                                    |
|  | Coronosauria                                                       |
|  |                                                                    |

|  | Leptoceratopsidae |
|  |                   |
|  | Coronosauria      |
|  |                   |

|  | Helioceratops   |
|  |                 |
|  | Archaeoceratops |
|  |                 |

|  | Koreaceratops                                                      |
|  |                                                                    |
|  | \| \| Leptoceratopsidae \| \| \| \| \| \| Coronosauria \| \| \| \| |
|  |                                                                    |
|  | Leptoceratopsidae                                                  |
|  |                                                                    |
|  | Coronosauria                                                       |
|  |                                                                    |

|  | Leptoceratopsidae |
|  |                   |
|  | Coronosauria      |
|  |                   |

|  | Auroraceratops |
|  |                |
|  | Yamaceratops   |
|  |                |

|  | Helioceratops   |
|  |                 |
|  | Archaeoceratops |
|  |                 |

|  | Koreaceratops                                                      |
|  |                                                                    |
|  | \| \| Leptoceratopsidae \| \| \| \| \| \| Coronosauria \| \| \| \| |
|  |                                                                    |
|  | Leptoceratopsidae                                                  |
|  |                                                                    |
|  | Coronosauria                                                       |
|  |                                                                    |

|  | Leptoceratopsidae |
|  |                   |
|  | Coronosauria      |
|  |                   |

|  | Helioceratops   |
|  |                 |
|  | Archaeoceratops |
|  |                 |

|  | Koreaceratops                                                      |
|  |                                                                    |
|  | \| \| Leptoceratopsidae \| \| \| \| \| \| Coronosauria \| \| \| \| |
|  |                                                                    |
|  | Leptoceratopsidae                                                  |
|  |                                                                    |
|  | Coronosauria                                                       |
|  |                                                                    |

|  | Leptoceratopsidae |
|  |                   |
|  | Coronosauria      |
|  |                   |

|  | P. sinensis     |
|  |                 |
|  | P. mongoliensis |
|  |                 |

|  | Auroraceratops |
|  |                |
|  | Yamaceratops   |
|  |                |

|  | Helioceratops   |
|  |                 |
|  | Archaeoceratops |
|  |                 |

|  | Koreaceratops                                                      |
|  |                                                                    |
|  | \| \| Leptoceratopsidae \| \| \| \| \| \| Coronosauria \| \| \| \| |
|  |                                                                    |
|  | Leptoceratopsidae                                                  |
|  |                                                                    |
|  | Coronosauria                                                       |
|  |                                                                    |

|  | Leptoceratopsidae |
|  |                   |
|  | Coronosauria      |
|  |                   |

|  | Helioceratops   |
|  |                 |
|  | Archaeoceratops |
|  |                 |

|  | Koreaceratops                                                      |
|  |                                                                    |
|  | \| \| Leptoceratopsidae \| \| \| \| \| \| Coronosauria \| \| \| \| |
|  |                                                                    |
|  | Leptoceratopsidae                                                  |
|  |                                                                    |
|  | Coronosauria                                                       |
|  |                                                                    |

|  | Leptoceratopsidae |
|  |                   |
|  | Coronosauria      |
|  |                   |

|  | Auroraceratops |
|  |                |
|  | Yamaceratops   |
|  |                |

|  | Helioceratops   |
|  |                 |
|  | Archaeoceratops |
|  |                 |

|  | Koreaceratops                                                      |
|  |                                                                    |
|  | \| \| Leptoceratopsidae \| \| \| \| \| \| Coronosauria \| \| \| \| |
|  |                                                                    |
|  | Leptoceratopsidae                                                  |
|  |                                                                    |
|  | Coronosauria                                                       |
|  |                                                                    |

|  | Leptoceratopsidae |
|  |                   |
|  | Coronosauria      |
|  |                   |

|  | Helioceratops   |
|  |                 |
|  | Archaeoceratops |
|  |                 |

|  | Koreaceratops                                                      |
|  |                                                                    |
|  | \| \| Leptoceratopsidae \| \| \| \| \| \| Coronosauria \| \| \| \| |
|  |                                                                    |
|  | Leptoceratopsidae                                                  |
|  |                                                                    |
|  | Coronosauria                                                       |
|  |                                                                    |

|  | Leptoceratopsidae |
|  |                   |
|  | Coronosauria      |
|  |                   |

|  | Auroraceratops |
|  |                |
|  | Yamaceratops   |
|  |                |

|  | Helioceratops   |
|  |                 |
|  | Archaeoceratops |
|  |                 |

|  | Koreaceratops                                                      |
|  |                                                                    |
|  | \| \| Leptoceratopsidae \| \| \| \| \| \| Coronosauria \| \| \| \| |
|  |                                                                    |
|  | Leptoceratopsidae                                                  |
|  |                                                                    |
|  | Coronosauria                                                       |
|  |                                                                    |

|  | Leptoceratopsidae |
|  |                   |
|  | Coronosauria      |
|  |                   |

|  | Helioceratops   |
|  |                 |
|  | Archaeoceratops |
|  |                 |

|  | Koreaceratops                                                      |
|  |                                                                    |
|  | \| \| Leptoceratopsidae \| \| \| \| \| \| Coronosauria \| \| \| \| |
|  |                                                                    |
|  | Leptoceratopsidae                                                  |
|  |                                                                    |
|  | Coronosauria                                                       |
|  |                                                                    |

|  | Leptoceratopsidae |
|  |                   |
|  | Coronosauria      |
|  |                   |

|  | Auroraceratops |
|  |                |
|  | Yamaceratops   |
|  |                |

|  | Helioceratops   |
|  |                 |
|  | Archaeoceratops |
|  |                 |

|  | Koreaceratops                                                      |
|  |                                                                    |
|  | \| \| Leptoceratopsidae \| \| \| \| \| \| Coronosauria \| \| \| \| |
|  |                                                                    |
|  | Leptoceratopsidae                                                  |
|  |                                                                    |
|  | Coronosauria                                                       |
|  |                                                                    |

|  | Leptoceratopsidae |
|  |                   |
|  | Coronosauria      |
|  |                   |

|  | Helioceratops   |
|  |                 |
|  | Archaeoceratops |
|  |                 |

|  | Koreaceratops                                                      |
|  |                                                                    |
|  | \| \| Leptoceratopsidae \| \| \| \| \| \| Coronosauria \| \| \| \| |
|  |                                                                    |
|  | Leptoceratopsidae                                                  |
|  |                                                                    |
|  | Coronosauria                                                       |
|  |                                                                    |

|  | Leptoceratopsidae |
|  |                   |
|  | Coronosauria      |
|  |                   |

|  | Auroraceratops |
|  |                |
|  | Yamaceratops   |
|  |                |

|  | Helioceratops   |
|  |                 |
|  | Archaeoceratops |
|  |                 |

|  | Koreaceratops                                                      |
|  |                                                                    |
|  | \| \| Leptoceratopsidae \| \| \| \| \| \| Coronosauria \| \| \| \| |
|  |                                                                    |
|  | Leptoceratopsidae                                                  |
|  |                                                                    |
|  | Coronosauria                                                       |
|  |                                                                    |

|  | Leptoceratopsidae |
|  |                   |
|  | Coronosauria      |
|  |                   |

|  | Helioceratops   |
|  |                 |
|  | Archaeoceratops |
|  |                 |

|  | Koreaceratops                                                      |
|  |                                                                    |
|  | \| \| Leptoceratopsidae \| \| \| \| \| \| Coronosauria \| \| \| \| |
|  |                                                                    |
|  | Leptoceratopsidae                                                  |
|  |                                                                    |
|  | Coronosauria                                                       |
|  |                                                                    |

|  | Leptoceratopsidae |
|  |                   |
|  | Coronosauria      |
|  |                   |

|  | Auroraceratops |
|  |                |
|  | Yamaceratops   |
|  |                |

|  | Helioceratops   |
|  |                 |
|  | Archaeoceratops |
|  |                 |

|  | Koreaceratops                                                      |
|  |                                                                    |
|  | \| \| Leptoceratopsidae \| \| \| \| \| \| Coronosauria \| \| \| \| |
|  |                                                                    |
|  | Leptoceratopsidae                                                  |
|  |                                                                    |
|  | Coronosauria                                                       |
|  |                                                                    |

|  | Leptoceratopsidae |
|  |                   |
|  | Coronosauria      |
|  |                   |

|  | Helioceratops   |
|  |                 |
|  | Archaeoceratops |
|  |                 |

|  | Koreaceratops                                                      |
|  |                                                                    |
|  | \| \| Leptoceratopsidae \| \| \| \| \| \| Coronosauria \| \| \| \| |
|  |                                                                    |
|  | Leptoceratopsidae                                                  |
|  |                                                                    |
|  | Coronosauria                                                       |
|  |                                                                    |

|  | Leptoceratopsidae |
|  |                   |
|  | Coronosauria      |
|  |                   |

|  | Auroraceratops |
|  |                |
|  | Yamaceratops   |
|  |                |

|  | Helioceratops   |
|  |                 |
|  | Archaeoceratops |
|  |                 |

|  | Koreaceratops                                                      |
|  |                                                                    |
|  | \| \| Leptoceratopsidae \| \| \| \| \| \| Coronosauria \| \| \| \| |
|  |                                                                    |
|  | Leptoceratopsidae                                                  |
|  |                                                                    |
|  | Coronosauria                                                       |
|  |                                                                    |

|  | Leptoceratopsidae |
|  |                   |
|  | Coronosauria      |
|  |                   |

|  | Helioceratops   |
|  |                 |
|  | Archaeoceratops |
|  |                 |

|  | Koreaceratops                                                      |
|  |                                                                    |
|  | \| \| Leptoceratopsidae \| \| \| \| \| \| Coronosauria \| \| \| \| |
|  |                                                                    |
|  | Leptoceratopsidae                                                  |
|  |                                                                    |
|  | Coronosauria                                                       |
|  |                                                                    |

|  | Leptoceratopsidae |
|  |                   |
|  | Coronosauria      |
|  |                   |

|  | Auroraceratops |
|  |                |
|  | Yamaceratops   |
|  |                |

|  | Helioceratops   |
|  |                 |
|  | Archaeoceratops |
|  |                 |

|  | Koreaceratops                                                      |
|  |                                                                    |
|  | \| \| Leptoceratopsidae \| \| \| \| \| \| Coronosauria \| \| \| \| |
|  |                                                                    |
|  | Leptoceratopsidae                                                  |
|  |                                                                    |
|  | Coronosauria                                                       |
|  |                                                                    |

|  | Leptoceratopsidae |
|  |                   |
|  | Coronosauria      |
|  |                   |

|  | Helioceratops   |
|  |                 |
|  | Archaeoceratops |
|  |                 |

|  | Koreaceratops                                                      |
|  |                                                                    |
|  | \| \| Leptoceratopsidae \| \| \| \| \| \| Coronosauria \| \| \| \| |
|  |                                                                    |
|  | Leptoceratopsidae                                                  |
|  |                                                                    |
|  | Coronosauria                                                       |
|  |                                                                    |

|  | Leptoceratopsidae |
|  |                   |
|  | Coronosauria      |
|  |                   |

|  | Xuanhuaceratops |
|  |                 |
|  | Chaoyangsaurus  |
|  |                 |

|  | P. sinensis     |
|  |                 |
|  | P. mongoliensis |
|  |                 |

|  | Auroraceratops |
|  |                |
|  | Yamaceratops   |
|  |                |

|  | Helioceratops   |
|  |                 |
|  | Archaeoceratops |
|  |                 |

|  | Koreaceratops                                                      |
|  |                                                                    |
|  | \| \| Leptoceratopsidae \| \| \| \| \| \| Coronosauria \| \| \| \| |
|  |                                                                    |
|  | Leptoceratopsidae                                                  |
|  |                                                                    |
|  | Coronosauria                                                       |
|  |                                                                    |

|  | Leptoceratopsidae |
|  |                   |
|  | Coronosauria      |
|  |                   |

|  | Helioceratops   |
|  |                 |
|  | Archaeoceratops |
|  |                 |

|  | Koreaceratops                                                      |
|  |                                                                    |
|  | \| \| Leptoceratopsidae \| \| \| \| \| \| Coronosauria \| \| \| \| |
|  |                                                                    |
|  | Leptoceratopsidae                                                  |
|  |                                                                    |
|  | Coronosauria                                                       |
|  |                                                                    |

|  | Leptoceratopsidae |
|  |                   |
|  | Coronosauria      |
|  |                   |

|  | Auroraceratops |
|  |                |
|  | Yamaceratops   |
|  |                |

|  | Helioceratops   |
|  |                 |
|  | Archaeoceratops |
|  |                 |

|  | Koreaceratops                                                      |
|  |                                                                    |
|  | \| \| Leptoceratopsidae \| \| \| \| \| \| Coronosauria \| \| \| \| |
|  |                                                                    |
|  | Leptoceratopsidae                                                  |
|  |                                                                    |
|  | Coronosauria                                                       |
|  |                                                                    |

|  | Leptoceratopsidae |
|  |                   |
|  | Coronosauria      |
|  |                   |

|  | Helioceratops   |
|  |                 |
|  | Archaeoceratops |
|  |                 |

|  | Koreaceratops                                                      |
|  |                                                                    |
|  | \| \| Leptoceratopsidae \| \| \| \| \| \| Coronosauria \| \| \| \| |
|  |                                                                    |
|  | Leptoceratopsidae                                                  |
|  |                                                                    |
|  | Coronosauria                                                       |
|  |                                                                    |

|  | Leptoceratopsidae |
|  |                   |
|  | Coronosauria      |
|  |                   |

|  | Auroraceratops |
|  |                |
|  | Yamaceratops   |
|  |                |

|  | Helioceratops   |
|  |                 |
|  | Archaeoceratops |
|  |                 |

|  | Koreaceratops                                                      |
|  |                                                                    |
|  | \| \| Leptoceratopsidae \| \| \| \| \| \| Coronosauria \| \| \| \| |
|  |                                                                    |
|  | Leptoceratopsidae                                                  |
|  |                                                                    |
|  | Coronosauria                                                       |
|  |                                                                    |

|  | Leptoceratopsidae |
|  |                   |
|  | Coronosauria      |
|  |                   |

|  | Helioceratops   |
|  |                 |
|  | Archaeoceratops |
|  |                 |

|  | Koreaceratops                                                      |
|  |                                                                    |
|  | \| \| Leptoceratopsidae \| \| \| \| \| \| Coronosauria \| \| \| \| |
|  |                                                                    |
|  | Leptoceratopsidae                                                  |
|  |                                                                    |
|  | Coronosauria                                                       |
|  |                                                                    |

|  | Leptoceratopsidae |
|  |                   |
|  | Coronosauria      |
|  |                   |

|  | Auroraceratops |
|  |                |
|  | Yamaceratops   |
|  |                |

|  | Helioceratops   |
|  |                 |
|  | Archaeoceratops |
|  |                 |

|  | Koreaceratops                                                      |
|  |                                                                    |
|  | \| \| Leptoceratopsidae \| \| \| \| \| \| Coronosauria \| \| \| \| |
|  |                                                                    |
|  | Leptoceratopsidae                                                  |
|  |                                                                    |
|  | Coronosauria                                                       |
|  |                                                                    |

|  | Leptoceratopsidae |
|  |                   |
|  | Coronosauria      |
|  |                   |

|  | Helioceratops   |
|  |                 |
|  | Archaeoceratops |
|  |                 |

|  | Koreaceratops                                                      |
|  |                                                                    |
|  | \| \| Leptoceratopsidae \| \| \| \| \| \| Coronosauria \| \| \| \| |
|  |                                                                    |
|  | Leptoceratopsidae                                                  |
|  |                                                                    |
|  | Coronosauria                                                       |
|  |                                                                    |

|  | Leptoceratopsidae |
|  |                   |
|  | Coronosauria      |
|  |                   |

|  | Auroraceratops |
|  |                |
|  | Yamaceratops   |
|  |                |

|  | Helioceratops   |
|  |                 |
|  | Archaeoceratops |
|  |                 |

|  | Koreaceratops                                                      |
|  |                                                                    |
|  | \| \| Leptoceratopsidae \| \| \| \| \| \| Coronosauria \| \| \| \| |
|  |                                                                    |
|  | Leptoceratopsidae                                                  |
|  |                                                                    |
|  | Coronosauria                                                       |
|  |                                                                    |

|  | Leptoceratopsidae |
|  |                   |
|  | Coronosauria      |
|  |                   |

|  | Helioceratops   |
|  |                 |
|  | Archaeoceratops |
|  |                 |

|  | Koreaceratops                                                      |
|  |                                                                    |
|  | \| \| Leptoceratopsidae \| \| \| \| \| \| Coronosauria \| \| \| \| |
|  |                                                                    |
|  | Leptoceratopsidae                                                  |
|  |                                                                    |
|  | Coronosauria                                                       |
|  |                                                                    |

|  | Leptoceratopsidae |
|  |                   |
|  | Coronosauria      |
|  |                   |

|  | Auroraceratops |
|  |                |
|  | Yamaceratops   |
|  |                |

|  | Helioceratops   |
|  |                 |
|  | Archaeoceratops |
|  |                 |

|  | Koreaceratops                                                      |
|  |                                                                    |
|  | \| \| Leptoceratopsidae \| \| \| \| \| \| Coronosauria \| \| \| \| |
|  |                                                                    |
|  | Leptoceratopsidae                                                  |
|  |                                                                    |
|  | Coronosauria                                                       |
|  |                                                                    |

|  | Leptoceratopsidae |
|  |                   |
|  | Coronosauria      |
|  |                   |

|  | Helioceratops   |
|  |                 |
|  | Archaeoceratops |
|  |                 |

|  | Koreaceratops                                                      |
|  |                                                                    |
|  | \| \| Leptoceratopsidae \| \| \| \| \| \| Coronosauria \| \| \| \| |
|  |                                                                    |
|  | Leptoceratopsidae                                                  |
|  |                                                                    |
|  | Coronosauria                                                       |
|  |                                                                    |

|  | Leptoceratopsidae |
|  |                   |
|  | Coronosauria      |
|  |                   |

|  | Auroraceratops |
|  |                |
|  | Yamaceratops   |
|  |                |

|  | Helioceratops   |
|  |                 |
|  | Archaeoceratops |
|  |                 |

|  | Koreaceratops                                                      |
|  |                                                                    |
|  | \| \| Leptoceratopsidae \| \| \| \| \| \| Coronosauria \| \| \| \| |
|  |                                                                    |
|  | Leptoceratopsidae                                                  |
|  |                                                                    |
|  | Coronosauria                                                       |
|  |                                                                    |

|  | Leptoceratopsidae |
|  |                   |
|  | Coronosauria      |
|  |                   |

|  | Helioceratops   |
|  |                 |
|  | Archaeoceratops |
|  |                 |

|  | Koreaceratops                                                      |
|  |                                                                    |
|  | \| \| Leptoceratopsidae \| \| \| \| \| \| Coronosauria \| \| \| \| |
|  |                                                                    |
|  | Leptoceratopsidae                                                  |
|  |                                                                    |
|  | Coronosauria                                                       |
|  |                                                                    |

|  | Leptoceratopsidae |
|  |                   |
|  | Coronosauria      |
|  |                   |

|  | Auroraceratops |
|  |                |
|  | Yamaceratops   |
|  |                |

|  | Helioceratops   |
|  |                 |
|  | Archaeoceratops |
|  |                 |

|  | Koreaceratops                                                      |
|  |                                                                    |
|  | \| \| Leptoceratopsidae \| \| \| \| \| \| Coronosauria \| \| \| \| |
|  |                                                                    |
|  | Leptoceratopsidae                                                  |
|  |                                                                    |
|  | Coronosauria                                                       |
|  |                                                                    |

|  | Leptoceratopsidae |
|  |                   |
|  | Coronosauria      |
|  |                   |

|  | Helioceratops   |
|  |                 |
|  | Archaeoceratops |
|  |                 |

|  | Koreaceratops                                                      |
|  |                                                                    |
|  | \| \| Leptoceratopsidae \| \| \| \| \| \| Coronosauria \| \| \| \| |
|  |                                                                    |
|  | Leptoceratopsidae                                                  |
|  |                                                                    |
|  | Coronosauria                                                       |
|  |                                                                    |

|  | Leptoceratopsidae |
|  |                   |
|  | Coronosauria      |
|  |                   |

|  | P. sinensis     |
|  |                 |
|  | P. mongoliensis |
|  |                 |

|  | Auroraceratops |
|  |                |
|  | Yamaceratops   |
|  |                |

|  | Helioceratops   |
|  |                 |
|  | Archaeoceratops |
|  |                 |

|  | Koreaceratops                                                      |
|  |                                                                    |
|  | \| \| Leptoceratopsidae \| \| \| \| \| \| Coronosauria \| \| \| \| |
|  |                                                                    |
|  | Leptoceratopsidae                                                  |
|  |                                                                    |
|  | Coronosauria                                                       |
|  |                                                                    |

|  | Leptoceratopsidae |
|  |                   |
|  | Coronosauria      |
|  |                   |

|  | Helioceratops   |
|  |                 |
|  | Archaeoceratops |
|  |                 |

|  | Koreaceratops                                                      |
|  |                                                                    |
|  | \| \| Leptoceratopsidae \| \| \| \| \| \| Coronosauria \| \| \| \| |
|  |                                                                    |
|  | Leptoceratopsidae                                                  |
|  |                                                                    |
|  | Coronosauria                                                       |
|  |                                                                    |

|  | Leptoceratopsidae |
|  |                   |
|  | Coronosauria      |
|  |                   |

|  | Auroraceratops |
|  |                |
|  | Yamaceratops   |
|  |                |

|  | Helioceratops   |
|  |                 |
|  | Archaeoceratops |
|  |                 |

|  | Koreaceratops                                                      |
|  |                                                                    |
|  | \| \| Leptoceratopsidae \| \| \| \| \| \| Coronosauria \| \| \| \| |
|  |                                                                    |
|  | Leptoceratopsidae                                                  |
|  |                                                                    |
|  | Coronosauria                                                       |
|  |                                                                    |

|  | Leptoceratopsidae |
|  |                   |
|  | Coronosauria      |
|  |                   |

|  | Helioceratops   |
|  |                 |
|  | Archaeoceratops |
|  |                 |

|  | Koreaceratops                                                      |
|  |                                                                    |
|  | \| \| Leptoceratopsidae \| \| \| \| \| \| Coronosauria \| \| \| \| |
|  |                                                                    |
|  | Leptoceratopsidae                                                  |
|  |                                                                    |
|  | Coronosauria                                                       |
|  |                                                                    |

|  | Leptoceratopsidae |
|  |                   |
|  | Coronosauria      |
|  |                   |

|  | Auroraceratops |
|  |                |
|  | Yamaceratops   |
|  |                |

|  | Helioceratops   |
|  |                 |
|  | Archaeoceratops |
|  |                 |

|  | Koreaceratops                                                      |
|  |                                                                    |
|  | \| \| Leptoceratopsidae \| \| \| \| \| \| Coronosauria \| \| \| \| |
|  |                                                                    |
|  | Leptoceratopsidae                                                  |
|  |                                                                    |
|  | Coronosauria                                                       |
|  |                                                                    |

|  | Leptoceratopsidae |
|  |                   |
|  | Coronosauria      |
|  |                   |

|  | Helioceratops   |
|  |                 |
|  | Archaeoceratops |
|  |                 |

|  | Koreaceratops                                                      |
|  |                                                                    |
|  | \| \| Leptoceratopsidae \| \| \| \| \| \| Coronosauria \| \| \| \| |
|  |                                                                    |
|  | Leptoceratopsidae                                                  |
|  |                                                                    |
|  | Coronosauria                                                       |
|  |                                                                    |

|  | Leptoceratopsidae |
|  |                   |
|  | Coronosauria      |
|  |                   |

|  | Auroraceratops |
|  |                |
|  | Yamaceratops   |
|  |                |

|  | Helioceratops   |
|  |                 |
|  | Archaeoceratops |
|  |                 |

|  | Koreaceratops                                                      |
|  |                                                                    |
|  | \| \| Leptoceratopsidae \| \| \| \| \| \| Coronosauria \| \| \| \| |
|  |                                                                    |
|  | Leptoceratopsidae                                                  |
|  |                                                                    |
|  | Coronosauria                                                       |
|  |                                                                    |

|  | Leptoceratopsidae |
|  |                   |
|  | Coronosauria      |
|  |                   |

|  | Helioceratops   |
|  |                 |
|  | Archaeoceratops |
|  |                 |

|  | Koreaceratops                                                      |
|  |                                                                    |
|  | \| \| Leptoceratopsidae \| \| \| \| \| \| Coronosauria \| \| \| \| |
|  |                                                                    |
|  | Leptoceratopsidae                                                  |
|  |                                                                    |
|  | Coronosauria                                                       |
|  |                                                                    |

|  | Leptoceratopsidae |
|  |                   |
|  | Coronosauria      |
|  |                   |

|  | Auroraceratops |
|  |                |
|  | Yamaceratops   |
|  |                |

|  | Helioceratops   |
|  |                 |
|  | Archaeoceratops |
|  |                 |

|  | Koreaceratops                                                      |
|  |                                                                    |
|  | \| \| Leptoceratopsidae \| \| \| \| \| \| Coronosauria \| \| \| \| |
|  |                                                                    |
|  | Leptoceratopsidae                                                  |
|  |                                                                    |
|  | Coronosauria                                                       |
|  |                                                                    |

|  | Leptoceratopsidae |
|  |                   |
|  | Coronosauria      |
|  |                   |

|  | Helioceratops   |
|  |                 |
|  | Archaeoceratops |
|  |                 |

|  | Koreaceratops                                                      |
|  |                                                                    |
|  | \| \| Leptoceratopsidae \| \| \| \| \| \| Coronosauria \| \| \| \| |
|  |                                                                    |
|  | Leptoceratopsidae                                                  |
|  |                                                                    |
|  | Coronosauria                                                       |
|  |                                                                    |

|  | Leptoceratopsidae |
|  |                   |
|  | Coronosauria      |
|  |                   |

|  | Auroraceratops |
|  |                |
|  | Yamaceratops   |
|  |                |

|  | Helioceratops   |
|  |                 |
|  | Archaeoceratops |
|  |                 |

|  | Koreaceratops                                                      |
|  |                                                                    |
|  | \| \| Leptoceratopsidae \| \| \| \| \| \| Coronosauria \| \| \| \| |
|  |                                                                    |
|  | Leptoceratopsidae                                                  |
|  |                                                                    |
|  | Coronosauria                                                       |
|  |                                                                    |

|  | Leptoceratopsidae |
|  |                   |
|  | Coronosauria      |
|  |                   |

|  | Helioceratops   |
|  |                 |
|  | Archaeoceratops |
|  |                 |

|  | Koreaceratops                                                      |
|  |                                                                    |
|  | \| \| Leptoceratopsidae \| \| \| \| \| \| Coronosauria \| \| \| \| |
|  |                                                                    |
|  | Leptoceratopsidae                                                  |
|  |                                                                    |
|  | Coronosauria                                                       |
|  |                                                                    |

|  | Leptoceratopsidae |
|  |                   |
|  | Coronosauria      |
|  |                   |

|  | Auroraceratops |
|  |                |
|  | Yamaceratops   |
|  |                |

|  | Helioceratops   |
|  |                 |
|  | Archaeoceratops |
|  |                 |

|  | Koreaceratops                                                      |
|  |                                                                    |
|  | \| \| Leptoceratopsidae \| \| \| \| \| \| Coronosauria \| \| \| \| |
|  |                                                                    |
|  | Leptoceratopsidae                                                  |
|  |                                                                    |
|  | Coronosauria                                                       |
|  |                                                                    |

|  | Leptoceratopsidae |
|  |                   |
|  | Coronosauria      |
|  |                   |

|  | Helioceratops   |
|  |                 |
|  | Archaeoceratops |
|  |                 |

|  | Koreaceratops                                                      |
|  |                                                                    |
|  | \| \| Leptoceratopsidae \| \| \| \| \| \| Coronosauria \| \| \| \| |
|  |                                                                    |
|  | Leptoceratopsidae                                                  |
|  |                                                                    |
|  | Coronosauria                                                       |
|  |                                                                    |

|  | Leptoceratopsidae |
|  |                   |
|  | Coronosauria      |
|  |                   |

|  | Auroraceratops |
|  |                |
|  | Yamaceratops   |
|  |                |

|  | Helioceratops   |
|  |                 |
|  | Archaeoceratops |
|  |                 |

|  | Koreaceratops                                                      |
|  |                                                                    |
|  | \| \| Leptoceratopsidae \| \| \| \| \| \| Coronosauria \| \| \| \| |
|  |                                                                    |
|  | Leptoceratopsidae                                                  |
|  |                                                                    |
|  | Coronosauria                                                       |
|  |                                                                    |

|  | Leptoceratopsidae |
|  |                   |
|  | Coronosauria      |
|  |                   |

|  | Helioceratops   |
|  |                 |
|  | Archaeoceratops |
|  |                 |

|  | Koreaceratops                                                      |
|  |                                                                    |
|  | \| \| Leptoceratopsidae \| \| \| \| \| \| Coronosauria \| \| \| \| |
|  |                                                                    |
|  | Leptoceratopsidae                                                  |
|  |                                                                    |
|  | Coronosauria                                                       |
|  |                                                                    |

|  | Leptoceratopsidae |
|  |                   |
|  | Coronosauria      |
|  |                   |

|  | Xuanhuaceratops |
|  |                 |
|  | Chaoyangsaurus  |
|  |                 |

|  | P. sinensis     |
|  |                 |
|  | P. mongoliensis |
|  |                 |

|  | Auroraceratops |
|  |                |
|  | Yamaceratops   |
|  |                |

|  | Helioceratops   |
|  |                 |
|  | Archaeoceratops |
|  |                 |

|  | Koreaceratops                                                      |
|  |                                                                    |
|  | \| \| Leptoceratopsidae \| \| \| \| \| \| Coronosauria \| \| \| \| |
|  |                                                                    |
|  | Leptoceratopsidae                                                  |
|  |                                                                    |
|  | Coronosauria                                                       |
|  |                                                                    |

|  | Leptoceratopsidae |
|  |                   |
|  | Coronosauria      |
|  |                   |

|  | Helioceratops   |
|  |                 |
|  | Archaeoceratops |
|  |                 |

|  | Koreaceratops                                                      |
|  |                                                                    |
|  | \| \| Leptoceratopsidae \| \| \| \| \| \| Coronosauria \| \| \| \| |
|  |                                                                    |
|  | Leptoceratopsidae                                                  |
|  |                                                                    |
|  | Coronosauria                                                       |
|  |                                                                    |

|  | Leptoceratopsidae |
|  |                   |
|  | Coronosauria      |
|  |                   |

|  | Auroraceratops |
|  |                |
|  | Yamaceratops   |
|  |                |

|  | Helioceratops   |
|  |                 |
|  | Archaeoceratops |
|  |                 |

|  | Koreaceratops                                                      |
|  |                                                                    |
|  | \| \| Leptoceratopsidae \| \| \| \| \| \| Coronosauria \| \| \| \| |
|  |                                                                    |
|  | Leptoceratopsidae                                                  |
|  |                                                                    |
|  | Coronosauria                                                       |
|  |                                                                    |

|  | Leptoceratopsidae |
|  |                   |
|  | Coronosauria      |
|  |                   |

|  | Helioceratops   |
|  |                 |
|  | Archaeoceratops |
|  |                 |

|  | Koreaceratops                                                      |
|  |                                                                    |
|  | \| \| Leptoceratopsidae \| \| \| \| \| \| Coronosauria \| \| \| \| |
|  |                                                                    |
|  | Leptoceratopsidae                                                  |
|  |                                                                    |
|  | Coronosauria                                                       |
|  |                                                                    |

|  | Leptoceratopsidae |
|  |                   |
|  | Coronosauria      |
|  |                   |

|  | Auroraceratops |
|  |                |
|  | Yamaceratops   |
|  |                |

|  | Helioceratops   |
|  |                 |
|  | Archaeoceratops |
|  |                 |

|  | Koreaceratops                                                      |
|  |                                                                    |
|  | \| \| Leptoceratopsidae \| \| \| \| \| \| Coronosauria \| \| \| \| |
|  |                                                                    |
|  | Leptoceratopsidae                                                  |
|  |                                                                    |
|  | Coronosauria                                                       |
|  |                                                                    |

|  | Leptoceratopsidae |
|  |                   |
|  | Coronosauria      |
|  |                   |

|  | Helioceratops   |
|  |                 |
|  | Archaeoceratops |
|  |                 |

|  | Koreaceratops                                                      |
|  |                                                                    |
|  | \| \| Leptoceratopsidae \| \| \| \| \| \| Coronosauria \| \| \| \| |
|  |                                                                    |
|  | Leptoceratopsidae                                                  |
|  |                                                                    |
|  | Coronosauria                                                       |
|  |                                                                    |

|  | Leptoceratopsidae |
|  |                   |
|  | Coronosauria      |
|  |                   |

|  | Auroraceratops |
|  |                |
|  | Yamaceratops   |
|  |                |

|  | Helioceratops   |
|  |                 |
|  | Archaeoceratops |
|  |                 |

|  | Koreaceratops                                                      |
|  |                                                                    |
|  | \| \| Leptoceratopsidae \| \| \| \| \| \| Coronosauria \| \| \| \| |
|  |                                                                    |
|  | Leptoceratopsidae                                                  |
|  |                                                                    |
|  | Coronosauria                                                       |
|  |                                                                    |

|  | Leptoceratopsidae |
|  |                   |
|  | Coronosauria      |
|  |                   |

|  | Helioceratops   |
|  |                 |
|  | Archaeoceratops |
|  |                 |

|  | Koreaceratops                                                      |
|  |                                                                    |
|  | \| \| Leptoceratopsidae \| \| \| \| \| \| Coronosauria \| \| \| \| |
|  |                                                                    |
|  | Leptoceratopsidae                                                  |
|  |                                                                    |
|  | Coronosauria                                                       |
|  |                                                                    |

|  | Leptoceratopsidae |
|  |                   |
|  | Coronosauria      |
|  |                   |

|  | Auroraceratops |
|  |                |
|  | Yamaceratops   |
|  |                |

|  | Helioceratops   |
|  |                 |
|  | Archaeoceratops |
|  |                 |

|  | Koreaceratops                                                      |
|  |                                                                    |
|  | \| \| Leptoceratopsidae \| \| \| \| \| \| Coronosauria \| \| \| \| |
|  |                                                                    |
|  | Leptoceratopsidae                                                  |
|  |                                                                    |
|  | Coronosauria                                                       |
|  |                                                                    |

|  | Leptoceratopsidae |
|  |                   |
|  | Coronosauria      |
|  |                   |

|  | Helioceratops   |
|  |                 |
|  | Archaeoceratops |
|  |                 |

|  | Koreaceratops                                                      |
|  |                                                                    |
|  | \| \| Leptoceratopsidae \| \| \| \| \| \| Coronosauria \| \| \| \| |
|  |                                                                    |
|  | Leptoceratopsidae                                                  |
|  |                                                                    |
|  | Coronosauria                                                       |
|  |                                                                    |

|  | Leptoceratopsidae |
|  |                   |
|  | Coronosauria      |
|  |                   |

|  | Auroraceratops |
|  |                |
|  | Yamaceratops   |
|  |                |

|  | Helioceratops   |
|  |                 |
|  | Archaeoceratops |
|  |                 |

|  | Koreaceratops                                                      |
|  |                                                                    |
|  | \| \| Leptoceratopsidae \| \| \| \| \| \| Coronosauria \| \| \| \| |
|  |                                                                    |
|  | Leptoceratopsidae                                                  |
|  |                                                                    |
|  | Coronosauria                                                       |
|  |                                                                    |

|  | Leptoceratopsidae |
|  |                   |
|  | Coronosauria      |
|  |                   |

|  | Helioceratops   |
|  |                 |
|  | Archaeoceratops |
|  |                 |

|  | Koreaceratops                                                      |
|  |                                                                    |
|  | \| \| Leptoceratopsidae \| \| \| \| \| \| Coronosauria \| \| \| \| |
|  |                                                                    |
|  | Leptoceratopsidae                                                  |
|  |                                                                    |
|  | Coronosauria                                                       |
|  |                                                                    |

|  | Leptoceratopsidae |
|  |                   |
|  | Coronosauria      |
|  |                   |

|  | Auroraceratops |
|  |                |
|  | Yamaceratops   |
|  |                |

|  | Helioceratops   |
|  |                 |
|  | Archaeoceratops |
|  |                 |

|  | Koreaceratops                                                      |
|  |                                                                    |
|  | \| \| Leptoceratopsidae \| \| \| \| \| \| Coronosauria \| \| \| \| |
|  |                                                                    |
|  | Leptoceratopsidae                                                  |
|  |                                                                    |
|  | Coronosauria                                                       |
|  |                                                                    |

|  | Leptoceratopsidae |
|  |                   |
|  | Coronosauria      |
|  |                   |

|  | Helioceratops   |
|  |                 |
|  | Archaeoceratops |
|  |                 |

|  | Koreaceratops                                                      |
|  |                                                                    |
|  | \| \| Leptoceratopsidae \| \| \| \| \| \| Coronosauria \| \| \| \| |
|  |                                                                    |
|  | Leptoceratopsidae                                                  |
|  |                                                                    |
|  | Coronosauria                                                       |
|  |                                                                    |

|  | Leptoceratopsidae |
|  |                   |
|  | Coronosauria      |
|  |                   |

|  | Auroraceratops |
|  |                |
|  | Yamaceratops   |
|  |                |

|  | Helioceratops   |
|  |                 |
|  | Archaeoceratops |
|  |                 |

|  | Koreaceratops                                                      |
|  |                                                                    |
|  | \| \| Leptoceratopsidae \| \| \| \| \| \| Coronosauria \| \| \| \| |
|  |                                                                    |
|  | Leptoceratopsidae                                                  |
|  |                                                                    |
|  | Coronosauria                                                       |
|  |                                                                    |

|  | Leptoceratopsidae |
|  |                   |
|  | Coronosauria      |
|  |                   |

|  | Helioceratops   |
|  |                 |
|  | Archaeoceratops |
|  |                 |

|  | Koreaceratops                                                      |
|  |                                                                    |
|  | \| \| Leptoceratopsidae \| \| \| \| \| \| Coronosauria \| \| \| \| |
|  |                                                                    |
|  | Leptoceratopsidae                                                  |
|  |                                                                    |
|  | Coronosauria                                                       |
|  |                                                                    |

|  | Leptoceratopsidae |
|  |                   |
|  | Coronosauria      |
|  |                   |

|  | P. sinensis     |
|  |                 |
|  | P. mongoliensis |
|  |                 |

|  | Auroraceratops |
|  |                |
|  | Yamaceratops   |
|  |                |

|  | Helioceratops   |
|  |                 |
|  | Archaeoceratops |
|  |                 |

|  | Koreaceratops                                                      |
|  |                                                                    |
|  | \| \| Leptoceratopsidae \| \| \| \| \| \| Coronosauria \| \| \| \| |
|  |                                                                    |
|  | Leptoceratopsidae                                                  |
|  |                                                                    |
|  | Coronosauria                                                       |
|  |                                                                    |

|  | Leptoceratopsidae |
|  |                   |
|  | Coronosauria      |
|  |                   |

|  | Helioceratops   |
|  |                 |
|  | Archaeoceratops |
|  |                 |

|  | Koreaceratops                                                      |
|  |                                                                    |
|  | \| \| Leptoceratopsidae \| \| \| \| \| \| Coronosauria \| \| \| \| |
|  |                                                                    |
|  | Leptoceratopsidae                                                  |
|  |                                                                    |
|  | Coronosauria                                                       |
|  |                                                                    |

|  | Leptoceratopsidae |
|  |                   |
|  | Coronosauria      |
|  |                   |

|  | Auroraceratops |
|  |                |
|  | Yamaceratops   |
|  |                |

|  | Helioceratops   |
|  |                 |
|  | Archaeoceratops |
|  |                 |

|  | Koreaceratops                                                      |
|  |                                                                    |
|  | \| \| Leptoceratopsidae \| \| \| \| \| \| Coronosauria \| \| \| \| |
|  |                                                                    |
|  | Leptoceratopsidae                                                  |
|  |                                                                    |
|  | Coronosauria                                                       |
|  |                                                                    |

|  | Leptoceratopsidae |
|  |                   |
|  | Coronosauria      |
|  |                   |

|  | Helioceratops   |
|  |                 |
|  | Archaeoceratops |
|  |                 |

|  | Koreaceratops                                                      |
|  |                                                                    |
|  | \| \| Leptoceratopsidae \| \| \| \| \| \| Coronosauria \| \| \| \| |
|  |                                                                    |
|  | Leptoceratopsidae                                                  |
|  |                                                                    |
|  | Coronosauria                                                       |
|  |                                                                    |

|  | Leptoceratopsidae |
|  |                   |
|  | Coronosauria      |
|  |                   |

|  | Auroraceratops |
|  |                |
|  | Yamaceratops   |
|  |                |

|  | Helioceratops   |
|  |                 |
|  | Archaeoceratops |
|  |                 |

|  | Koreaceratops                                                      |
|  |                                                                    |
|  | \| \| Leptoceratopsidae \| \| \| \| \| \| Coronosauria \| \| \| \| |
|  |                                                                    |
|  | Leptoceratopsidae                                                  |
|  |                                                                    |
|  | Coronosauria                                                       |
|  |                                                                    |

|  | Leptoceratopsidae |
|  |                   |
|  | Coronosauria      |
|  |                   |

|  | Helioceratops   |
|  |                 |
|  | Archaeoceratops |
|  |                 |

|  | Koreaceratops                                                      |
|  |                                                                    |
|  | \| \| Leptoceratopsidae \| \| \| \| \| \| Coronosauria \| \| \| \| |
|  |                                                                    |
|  | Leptoceratopsidae                                                  |
|  |                                                                    |
|  | Coronosauria                                                       |
|  |                                                                    |

|  | Leptoceratopsidae |
|  |                   |
|  | Coronosauria      |
|  |                   |

|  | Auroraceratops |
|  |                |
|  | Yamaceratops   |
|  |                |

|  | Helioceratops   |
|  |                 |
|  | Archaeoceratops |
|  |                 |

|  | Koreaceratops                                                      |
|  |                                                                    |
|  | \| \| Leptoceratopsidae \| \| \| \| \| \| Coronosauria \| \| \| \| |
|  |                                                                    |
|  | Leptoceratopsidae                                                  |
|  |                                                                    |
|  | Coronosauria                                                       |
|  |                                                                    |

|  | Leptoceratopsidae |
|  |                   |
|  | Coronosauria      |
|  |                   |

|  | Helioceratops   |
|  |                 |
|  | Archaeoceratops |
|  |                 |

|  | Koreaceratops                                                      |
|  |                                                                    |
|  | \| \| Leptoceratopsidae \| \| \| \| \| \| Coronosauria \| \| \| \| |
|  |                                                                    |
|  | Leptoceratopsidae                                                  |
|  |                                                                    |
|  | Coronosauria                                                       |
|  |                                                                    |

|  | Leptoceratopsidae |
|  |                   |
|  | Coronosauria      |
|  |                   |

|  | Auroraceratops |
|  |                |
|  | Yamaceratops   |
|  |                |

|  | Helioceratops   |
|  |                 |
|  | Archaeoceratops |
|  |                 |

|  | Koreaceratops                                                      |
|  |                                                                    |
|  | \| \| Leptoceratopsidae \| \| \| \| \| \| Coronosauria \| \| \| \| |
|  |                                                                    |
|  | Leptoceratopsidae                                                  |
|  |                                                                    |
|  | Coronosauria                                                       |
|  |                                                                    |

|  | Leptoceratopsidae |
|  |                   |
|  | Coronosauria      |
|  |                   |

|  | Helioceratops   |
|  |                 |
|  | Archaeoceratops |
|  |                 |

|  | Koreaceratops                                                      |
|  |                                                                    |
|  | \| \| Leptoceratopsidae \| \| \| \| \| \| Coronosauria \| \| \| \| |
|  |                                                                    |
|  | Leptoceratopsidae                                                  |
|  |                                                                    |
|  | Coronosauria                                                       |
|  |                                                                    |

|  | Leptoceratopsidae |
|  |                   |
|  | Coronosauria      |
|  |                   |

|  | Auroraceratops |
|  |                |
|  | Yamaceratops   |
|  |                |

|  | Helioceratops   |
|  |                 |
|  | Archaeoceratops |
|  |                 |

|  | Koreaceratops                                                      |
|  |                                                                    |
|  | \| \| Leptoceratopsidae \| \| \| \| \| \| Coronosauria \| \| \| \| |
|  |                                                                    |
|  | Leptoceratopsidae                                                  |
|  |                                                                    |
|  | Coronosauria                                                       |
|  |                                                                    |

|  | Leptoceratopsidae |
|  |                   |
|  | Coronosauria      |
|  |                   |

|  | Helioceratops   |
|  |                 |
|  | Archaeoceratops |
|  |                 |

|  | Koreaceratops                                                      |
|  |                                                                    |
|  | \| \| Leptoceratopsidae \| \| \| \| \| \| Coronosauria \| \| \| \| |
|  |                                                                    |
|  | Leptoceratopsidae                                                  |
|  |                                                                    |
|  | Coronosauria                                                       |
|  |                                                                    |

|  | Leptoceratopsidae |
|  |                   |
|  | Coronosauria      |
|  |                   |

|  | Auroraceratops |
|  |                |
|  | Yamaceratops   |
|  |                |

|  | Helioceratops   |
|  |                 |
|  | Archaeoceratops |
|  |                 |

|  | Koreaceratops                                                      |
|  |                                                                    |
|  | \| \| Leptoceratopsidae \| \| \| \| \| \| Coronosauria \| \| \| \| |
|  |                                                                    |
|  | Leptoceratopsidae                                                  |
|  |                                                                    |
|  | Coronosauria                                                       |
|  |                                                                    |

|  | Leptoceratopsidae |
|  |                   |
|  | Coronosauria      |
|  |                   |

|  | Helioceratops   |
|  |                 |
|  | Archaeoceratops |
|  |                 |

|  | Koreaceratops                                                      |
|  |                                                                    |
|  | \| \| Leptoceratopsidae \| \| \| \| \| \| Coronosauria \| \| \| \| |
|  |                                                                    |
|  | Leptoceratopsidae                                                  |
|  |                                                                    |
|  | Coronosauria                                                       |
|  |                                                                    |

|  | Leptoceratopsidae |
|  |                   |
|  | Coronosauria      |
|  |                   |

|  | Auroraceratops |
|  |                |
|  | Yamaceratops   |
|  |                |

|  | Helioceratops   |
|  |                 |
|  | Archaeoceratops |
|  |                 |

|  | Koreaceratops                                                      |
|  |                                                                    |
|  | \| \| Leptoceratopsidae \| \| \| \| \| \| Coronosauria \| \| \| \| |
|  |                                                                    |
|  | Leptoceratopsidae                                                  |
|  |                                                                    |
|  | Coronosauria                                                       |
|  |                                                                    |

|  | Leptoceratopsidae |
|  |                   |
|  | Coronosauria      |
|  |                   |

|  | Helioceratops   |
|  |                 |
|  | Archaeoceratops |
|  |                 |

|  | Koreaceratops                                                      |
|  |                                                                    |
|  | \| \| Leptoceratopsidae \| \| \| \| \| \| Coronosauria \| \| \| \| |
|  |                                                                    |
|  | Leptoceratopsidae                                                  |
|  |                                                                    |
|  | Coronosauria                                                       |
|  |                                                                    |

|  | Leptoceratopsidae |
|  |                   |
|  | Coronosauria      |
|  |                   |